# 京王9000系電車
京王9000系電車（けいおう9000けいでんしゃ）は、2000年（平成12年）から2009年（平成21年）にかけて264両が製造された、京王電鉄京王線用の東京都交通局(都営地下鉄)新宿線に乗り入れる通勤形電車。6000系の代替を目的に、メンテナンス・ランニング・製造のコスト低減、環境への配慮、バリアフリーを盛り込んで設計された。2001年（平成13年）にグッドデザイン賞を受賞している。
本稿では京王線上で東側を「新宿寄り」、西側を「京王八王子寄り」と表現する。編成単位で表記する必要がある場合は新宿寄り先頭車の車両番号で代表し、9701編成のように表現する。京王では京王八王子寄りを1号車として車両に号車番号を表示しているが、本稿では各種文献にならい新宿寄りを左側として編成表を表記し、文中に「2両目」と記述されている場合は新宿寄りから2両目であることを示す。

## 概要
6000系の代替をおよび次世代車両として都営地下鉄新宿線（以下、新宿線）への乗り入れも想定、バリアフリー、メンテナンス・ランニングコストの削減、環境への配慮を盛り込んで設計された。7000系・8000系に続いてステンレス車体が採用されたが、ビードなしの車体となっている。社名を「京王電鉄」に変更してから初めての新規系列となった。
6000系が経年の高い車両から順次廃車されていくにあたり、8両編成から先に廃車が進行し、2両編成が残ることが想定されたため、6000系・7000系と併結運転が可能なシステムが9000系に搭載され、8両編成8本が製造された。当初は2両編成を京王八王子寄りに連結して新宿線に乗り入れる構想だったが、当時VVVFインバータ制御車は新宿線のアナログ式自動列車制御装置（ATC）による誘導障害が懸念されたことから同線に乗り入れられなかったため、8両編成には新宿線乗り入れ対応の装備は設けられなかった。2005年（平成17年）に新宿線のATCが更新され、VVVF車の乗り入れが可能となったことから、同年より新宿線乗り入れ対応の10両編成20本が製造され、6000系新宿線乗り入れ編成を順次置き換えた。10両編成では2002年12月に地下鉄の火災対策に関する基準が見直された（以下、新火災対策基準とする）ことなどを考慮した設計変更が行われ、8両編成とは内外観の細部が異なる。

## 外観
7000系・8000系に続いてステンレス車体、20 m両開き4扉、扉間に窓2枚の基本レイアウトが採用された。ビードがなく、側扉部に縦線が見える日本車輌製造（以下、日車）の『日車ブロック工法』が採用され、車体強度向上、軽量化のため戸袋窓が廃止された。側窓は8000系と同様2枚をひと組にしたサッシュレスの1枚下降窓となったが、軽量化のため一部窓が固定式とされた。新宿線乗り入れのため、地下鉄乗り入れ車両の構造規定に従い、前面は貫通構造とされ、幅610 mmの開き戸が中央に設けられた。
初代5000系のイメージを残した形状となり、傾斜をつけた側面まで回り込む曲面ガラスが採用された。前面は一見平面的に見えるが、上面からみたときに半径10,000 mmの曲面で構成されており、工作の容易化のため乗務員扉部分までの前頭部がアイボリー塗装の普通鋼製とされ、スカートも同色に塗装された。正側面腰部にはイメージカラーである京王レッドと京王ブルーの帯が巻かれたが、8000系とは趣の異なるデザインとされた。8000系で窓上に貼られていた京王レッドの帯は9000系では採用されていない。8両編成では幌を用いて編成間を貫通することが想定されていたため、幌を取り付ける台座が先頭部に設けられているが、10両編成にはこの台座がなく、正面下部アンチクライマの形状が若干異なる。8両編成では車体下部に傾斜が設けられていたが、10両編成では直線状とされているほか、客用ドア窓支持方式も両者で異なる。車椅子スペースに隣接するドアには車椅子での乗降を考慮した傾斜が設けられた。8両編成の両車端には固定式の妻窓が設けられたが、10両編成では廃止されている。8000系に続いて車外スピーカーが設置された。

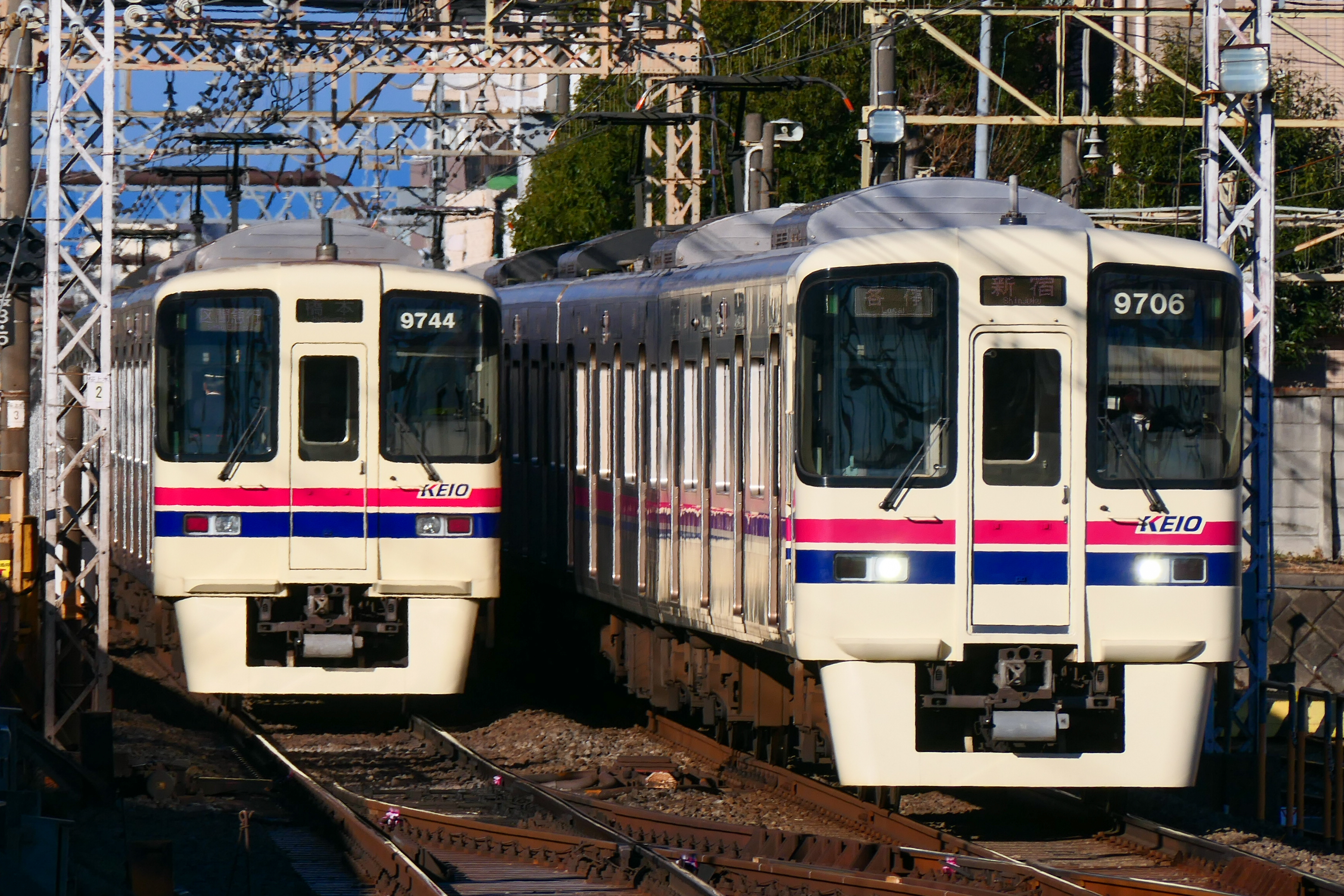
10両編成（左）には幌の台座がなく、8両編成（右）には幌の台座が設けられている。
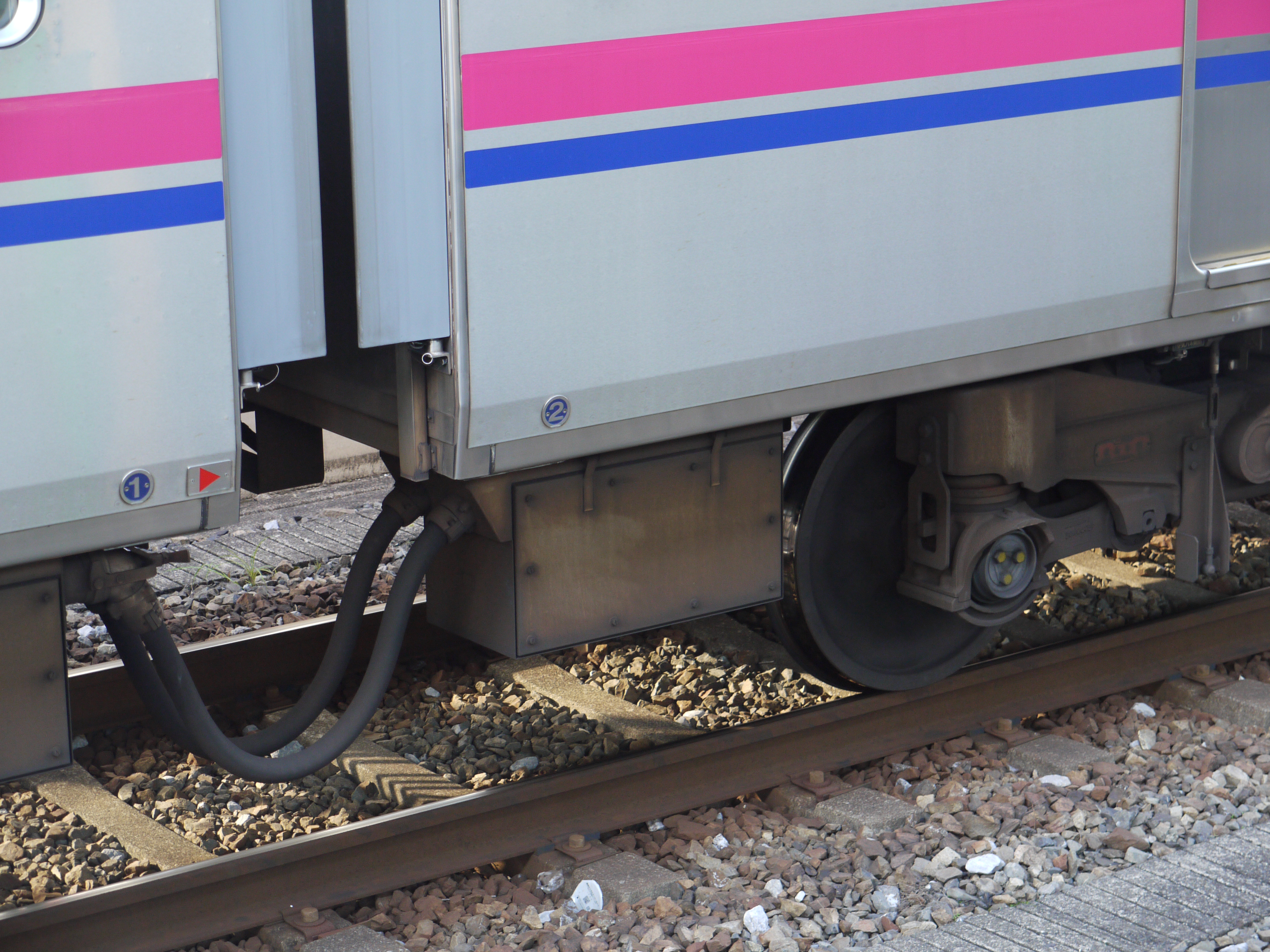
8両編成車体下部の傾斜
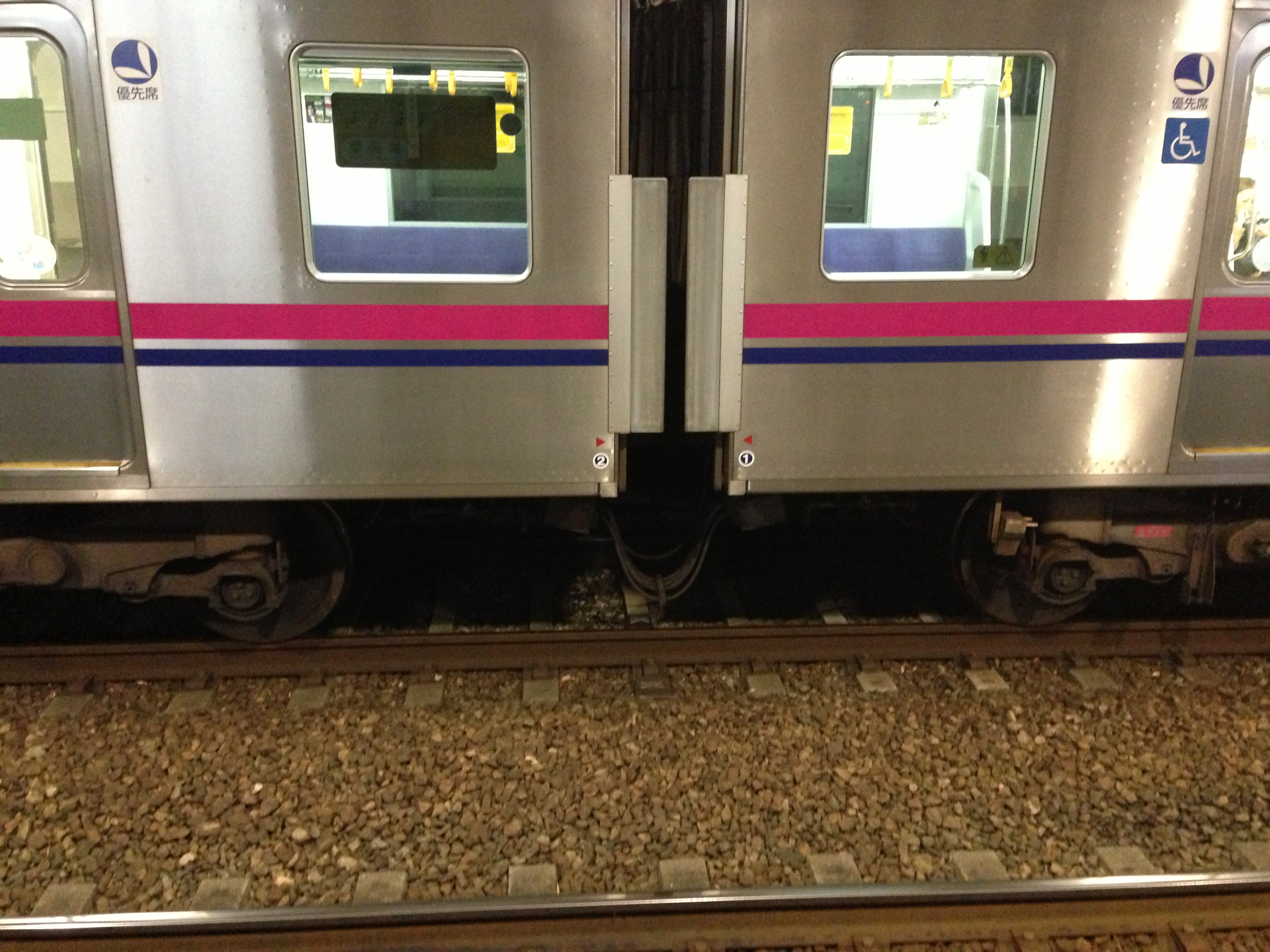
10両編成の車体下部 直線状
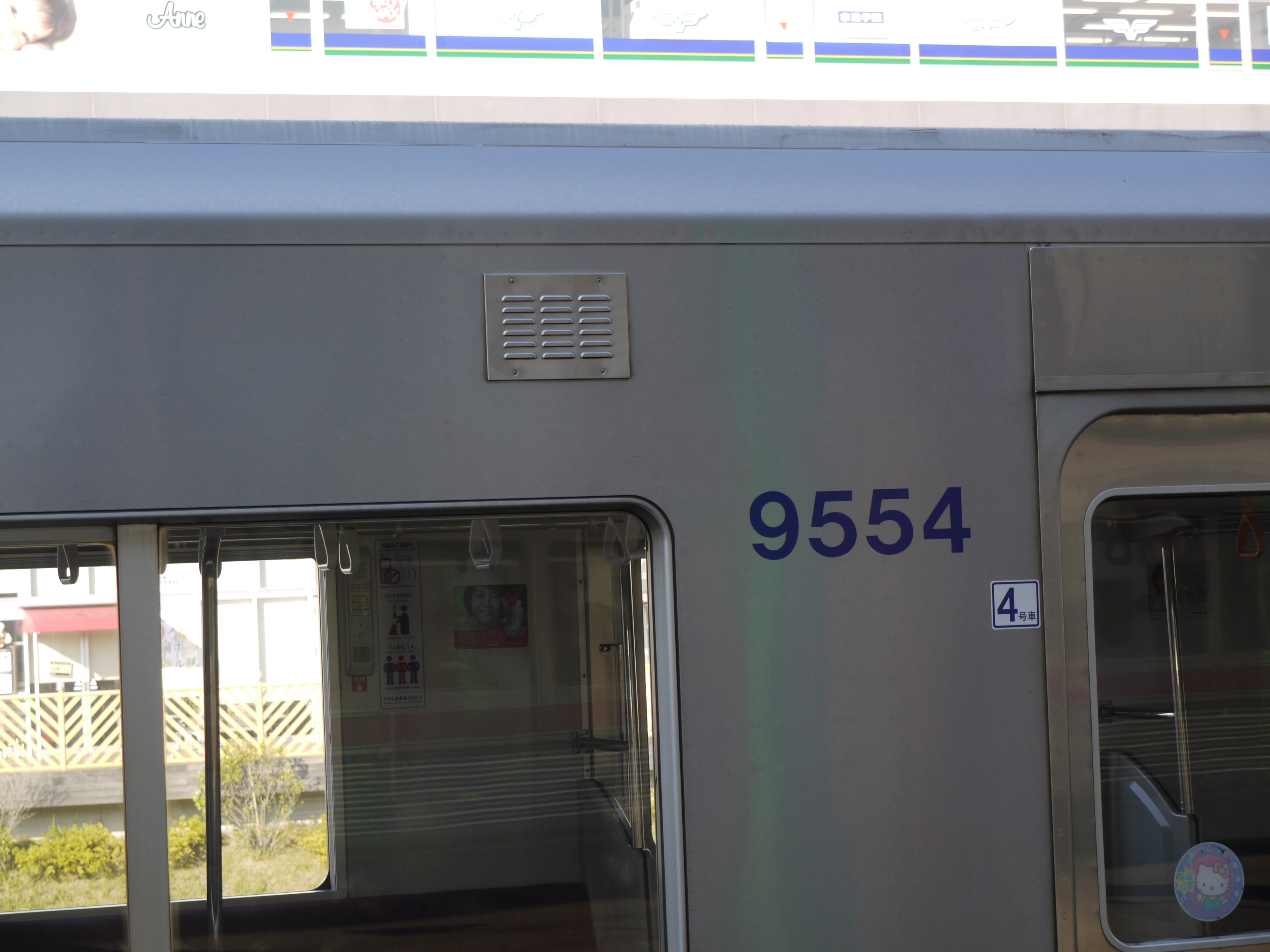
車外スピーカー
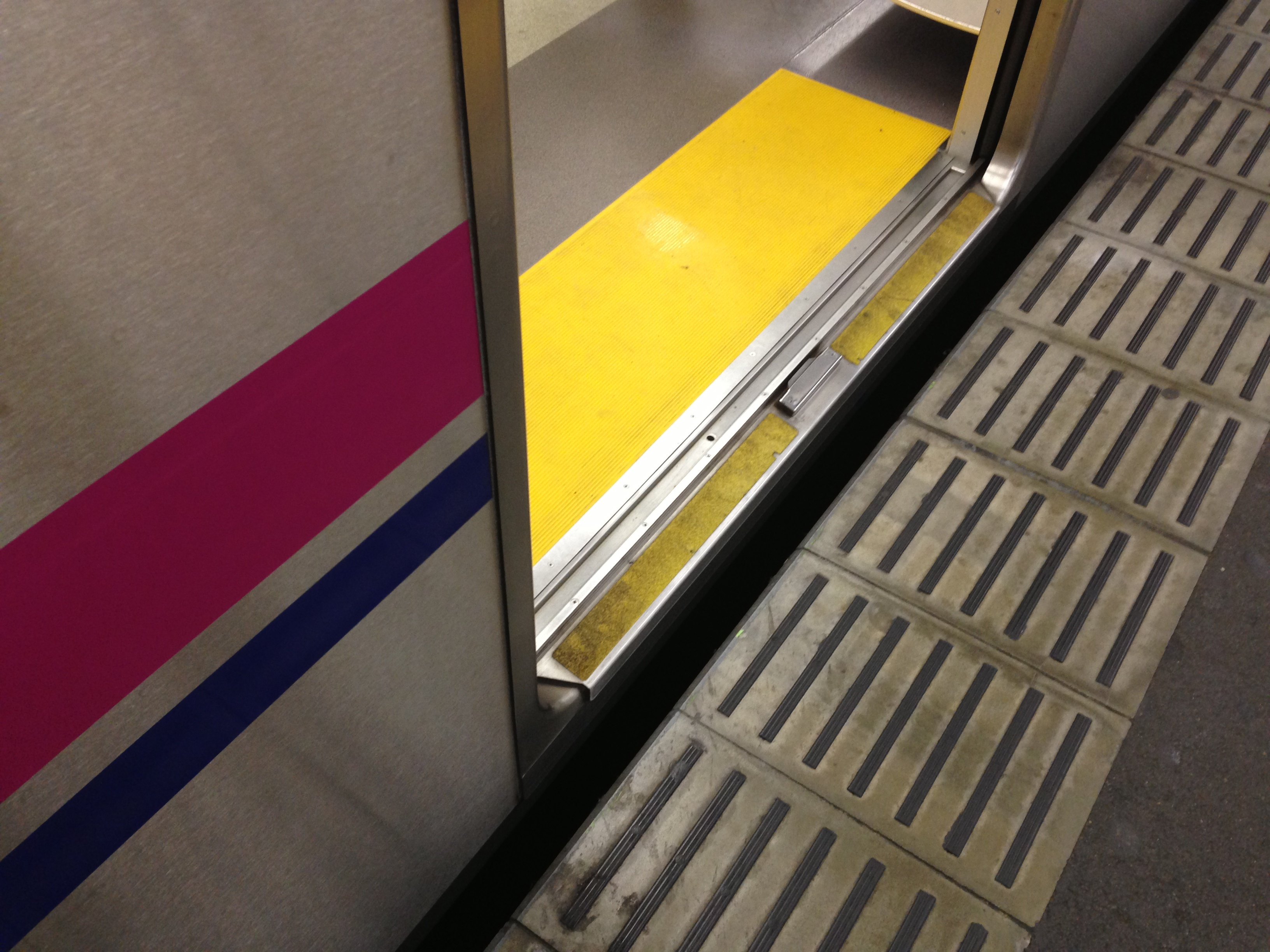
靴擦り部の傾斜
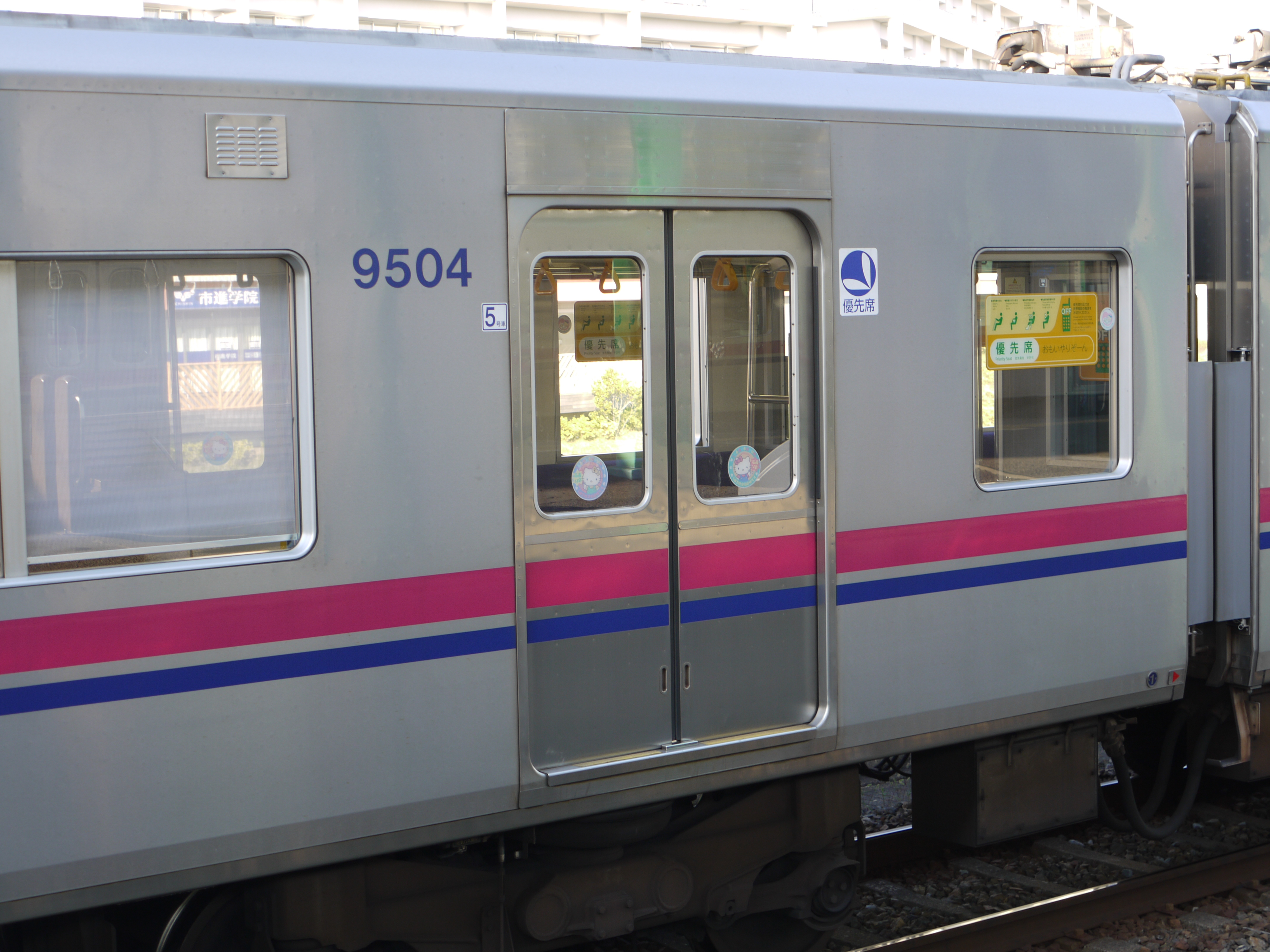
8両編成のドア
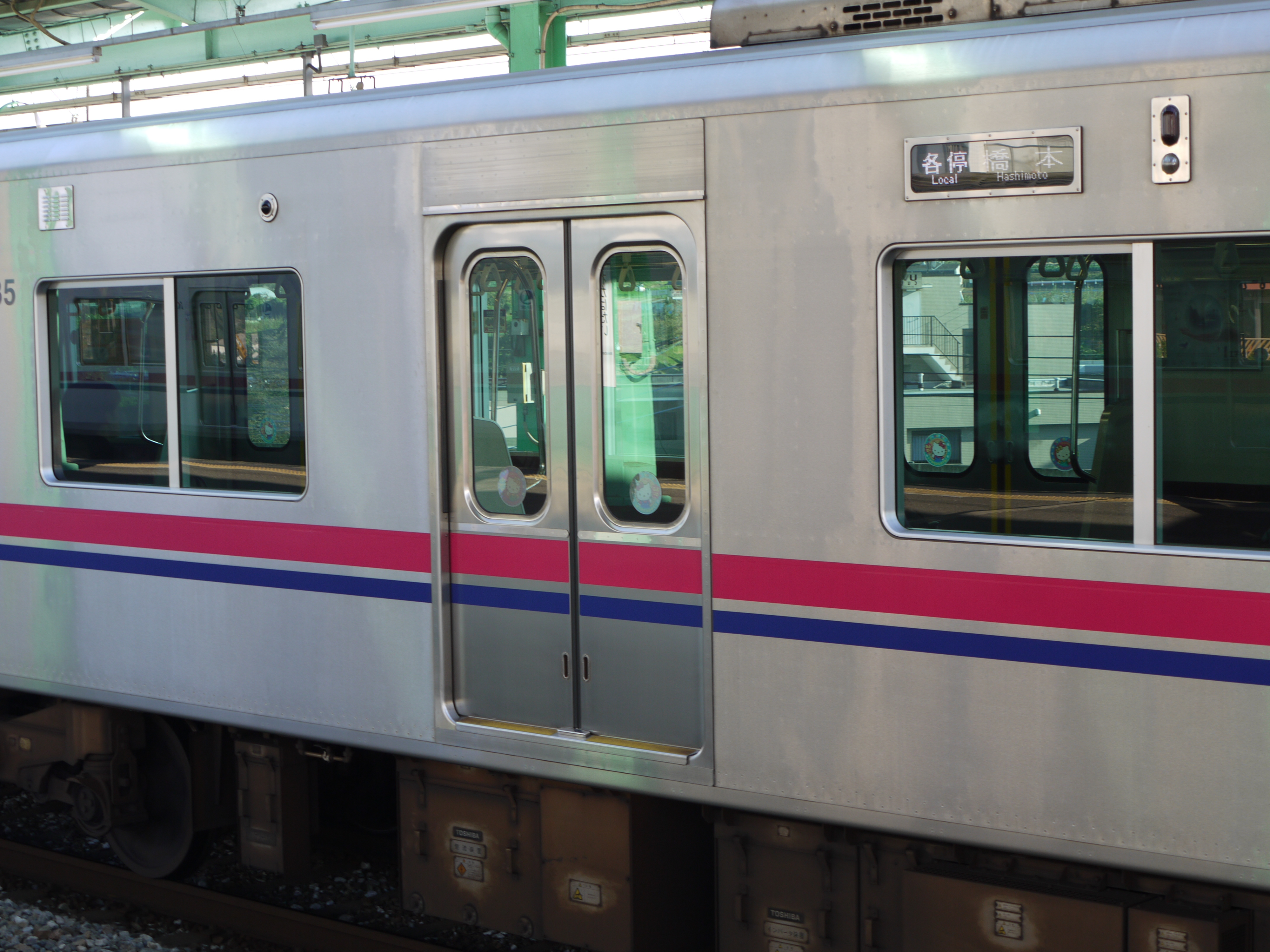
10両編成のドア
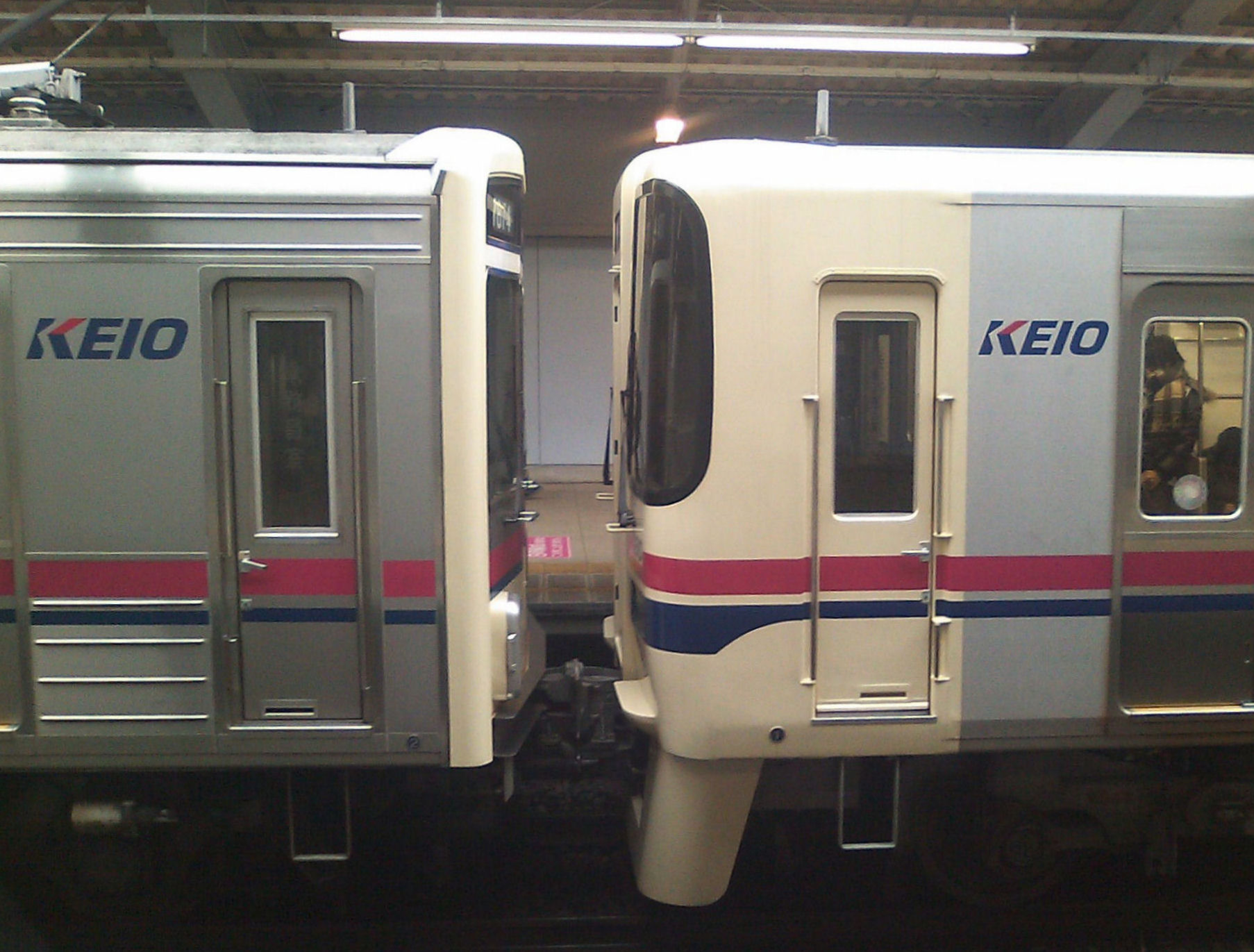
7000系との連結面

## 内装
車端部4人掛け、扉間7人掛けの京王線用20 m車としては標準的な配置が採用されたが、1人当たり座席寸法は8000系よりも10 mm拡大され450 mmとなっている。座席は片持ち式のバケット式が採用され、色は8000系よりやや濃いローズピンクとなった。7人掛け部分には3人と4人に仕切る握り棒が設けられているほか、一部の座席の裏には非常脱出時に用いる階段が取り付けられている。出入口脇には袖仕切り板を設け、立客の背もたれと座客の保護の機能を持たせているが、8両編成と10両編成では袖仕切りの形状が異なり、10両編成のうち9736編成以降の15本では握り棒が緩やかな曲線状に変更されている。明るさと清楚さを出すため壁と天井は白色系とされた。妻部は乗務員室後部を含み8両編成ではグレーの木目模様だが、10両編成では他の壁と同色とされた。床は茶系のツートンカラーで、中央部が薄く、座席付近が濃くなっている。天井は冷房ダクトと横流ファンを埋め込んだ平天井で、8000系よりも天井高さが25 mm高い2,270 mmとなった。8両編成の天井はFRP製だが、10両編成では新火災対策基準対応のため塗装アルミ材が採用されている。8両編成では2・4・6両目の京王八王子寄りに貫通路を仕切る引き戸（貫通扉）が設けられているが、10両編成では京王八王子寄り先頭車をのぞきすべての車両へ設置された。
バリアフリー対応として、8両編成の2両目と7両目、10両編成の2・4・6・9両目の車端部1箇所に車椅子スペースが設けられたほか、車端4人がけ部のつり手・荷棚・座席をそれぞれ50 mm・100 mm・10 mm低くしている。車椅子スペースに隣接するドアの靴擦り部には傾斜が設けられ、車椅子での乗降容易化が図られている。京王で初めてドアチャイムと旅客案内装置が設けられ、8両編成全編成と2006年製までの10両編成5本にはLED式旅客案内装置が客用ドア上に1両に4箇所設置されたが、2007年以降製造の10両編成15本はLCD式車内案内表示器がすべての客用ドアの上に設けられている。

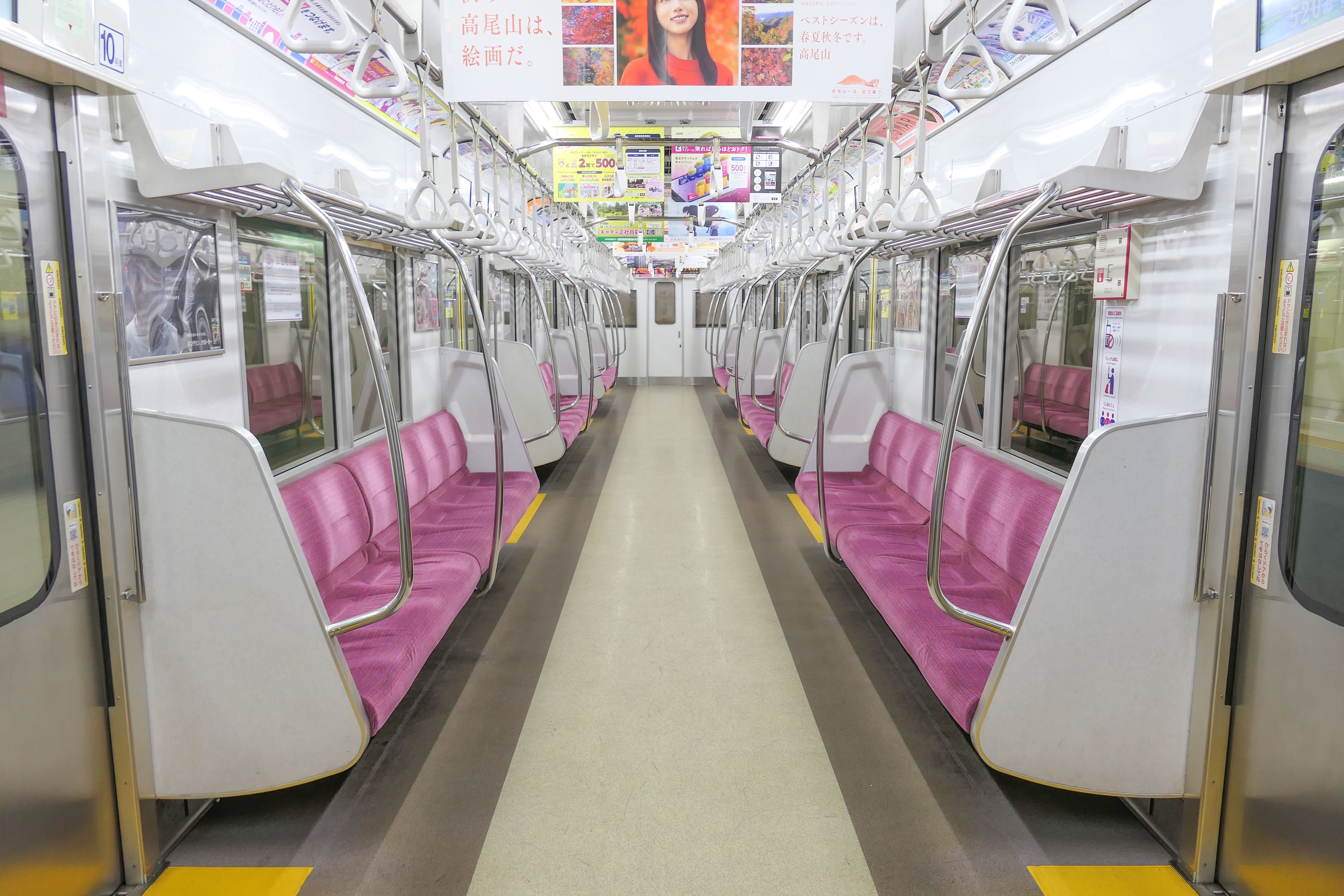
車内
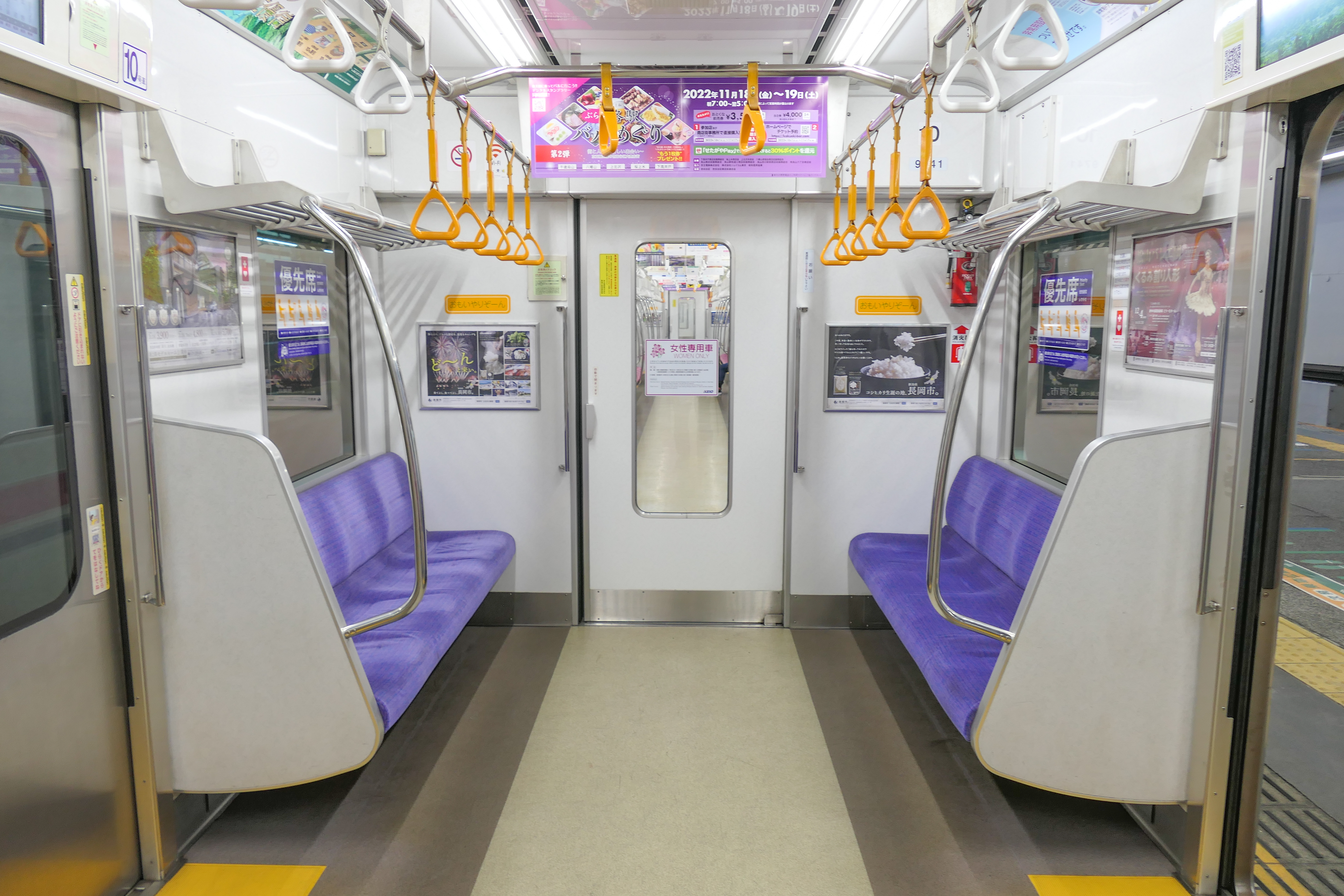
優先席
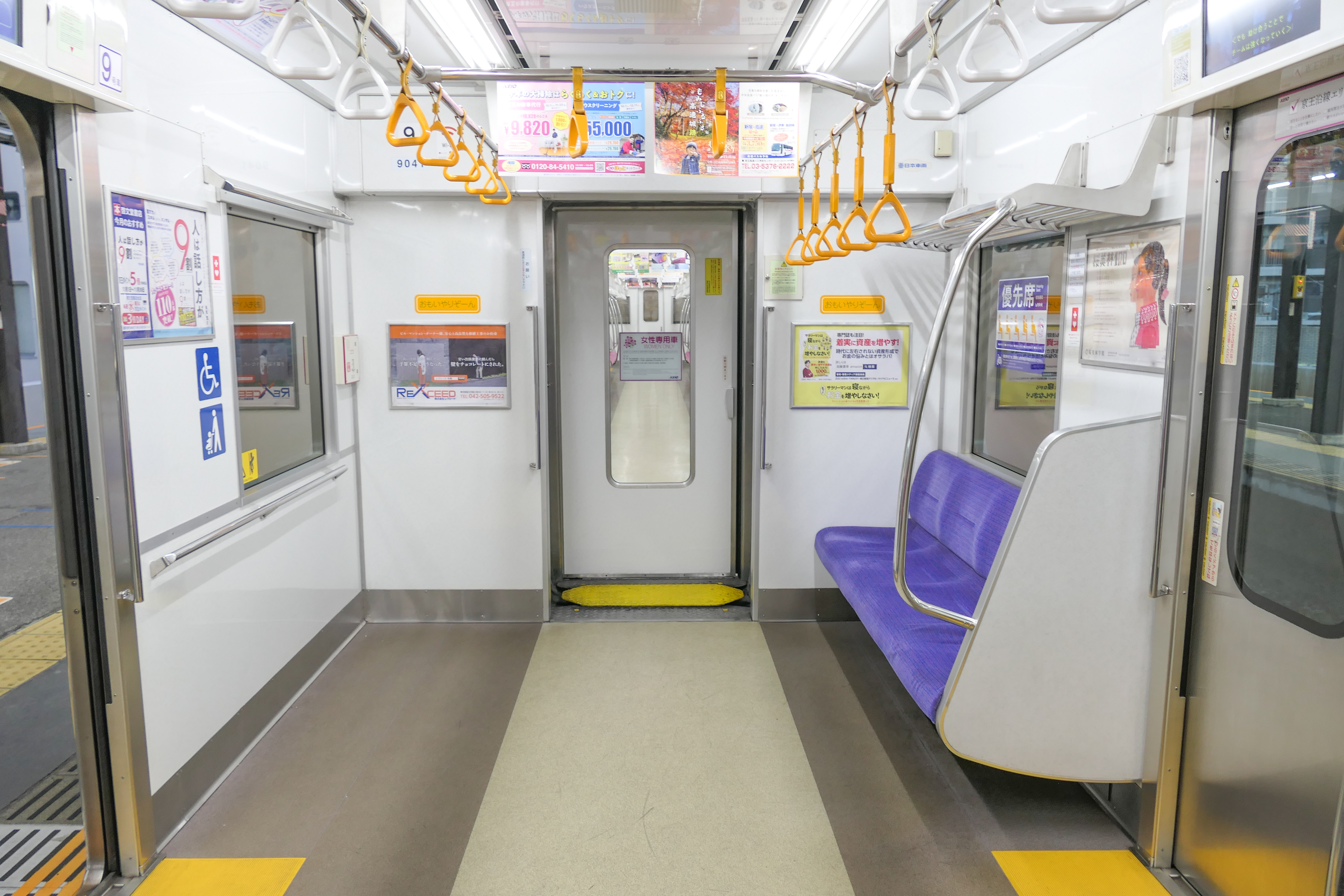
車椅子スペース
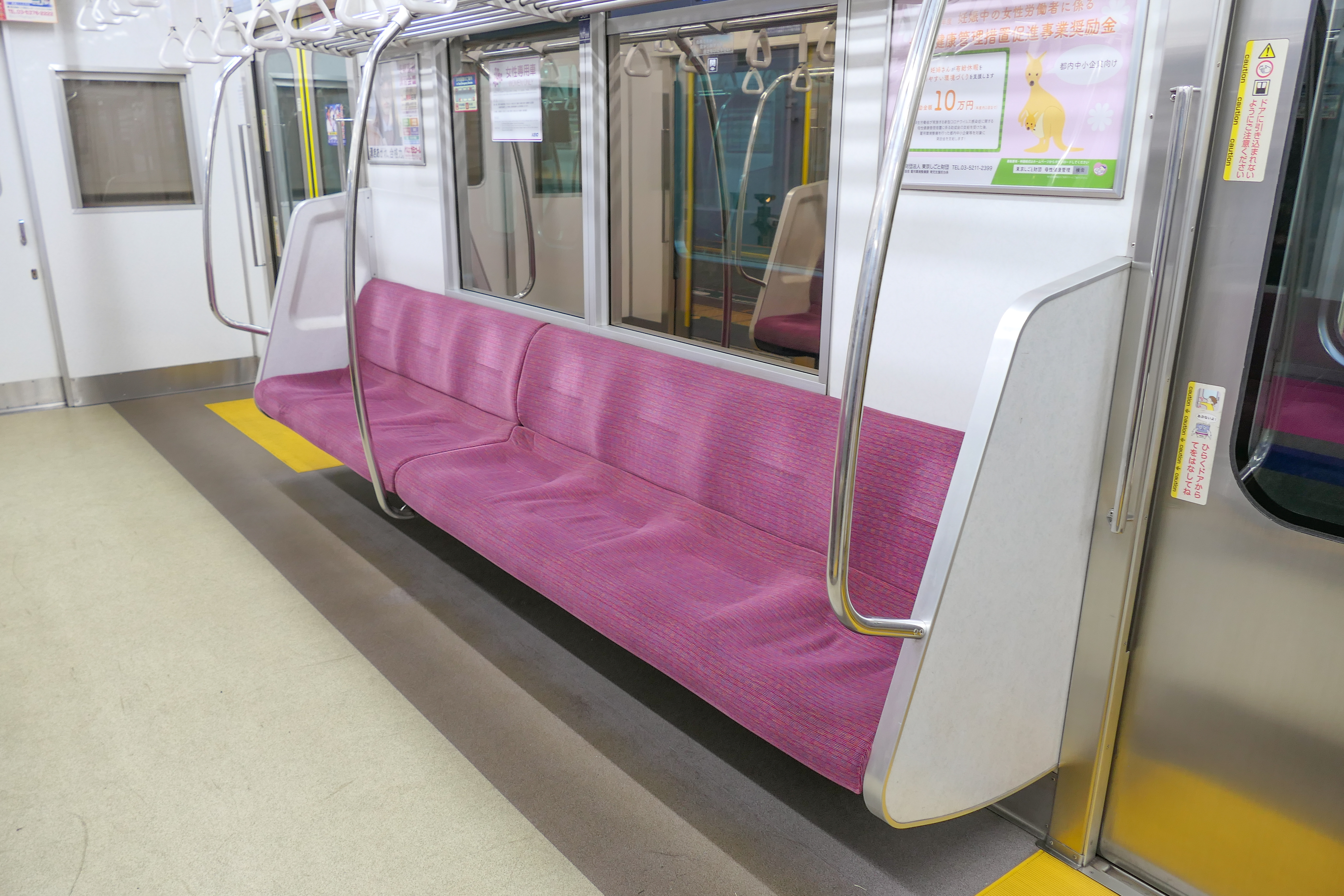
7人掛け席
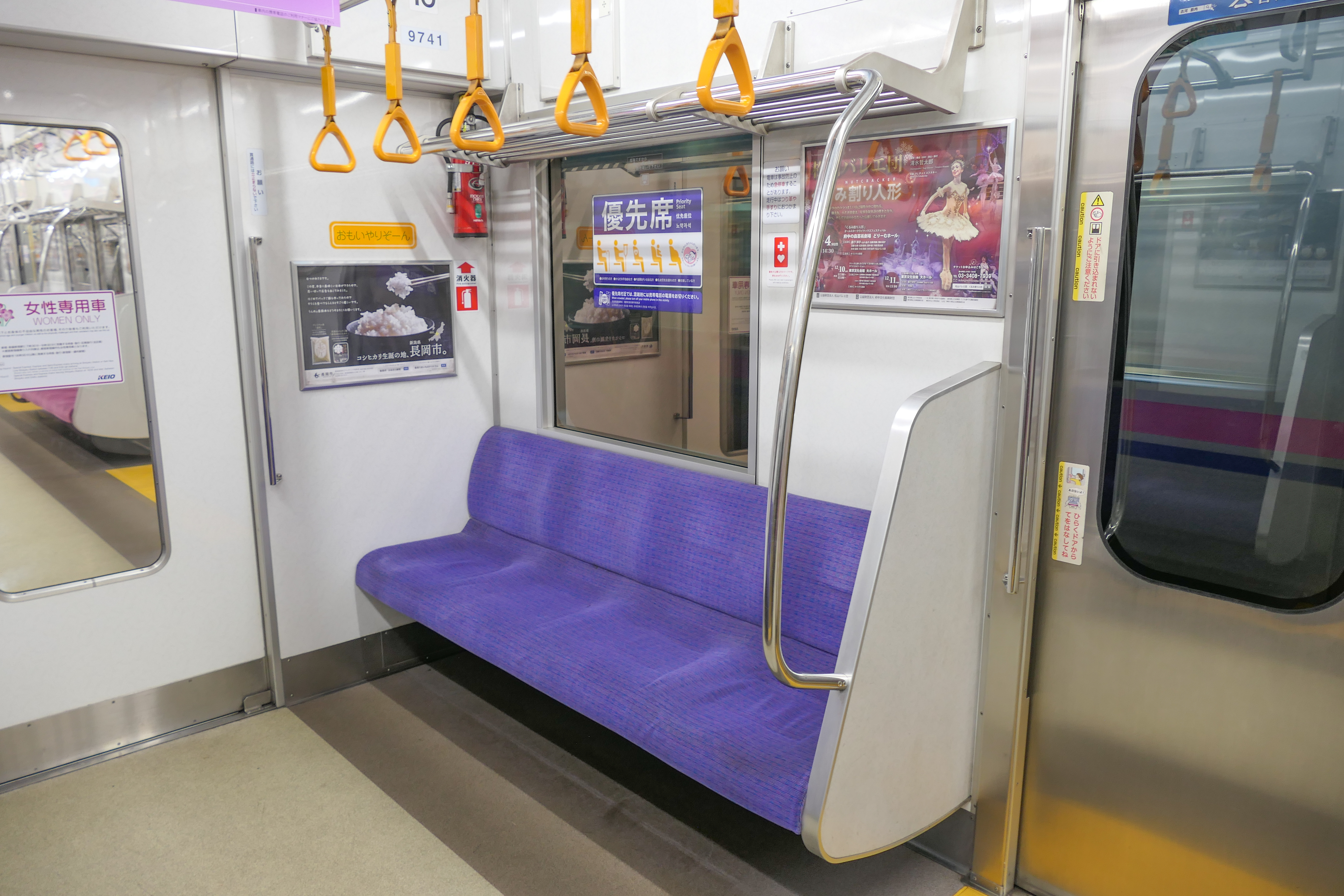
4人掛け席（優先席）
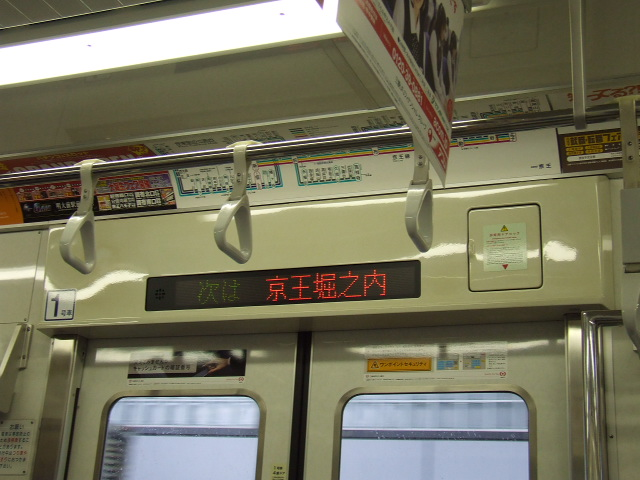
LED式車内案内表示器
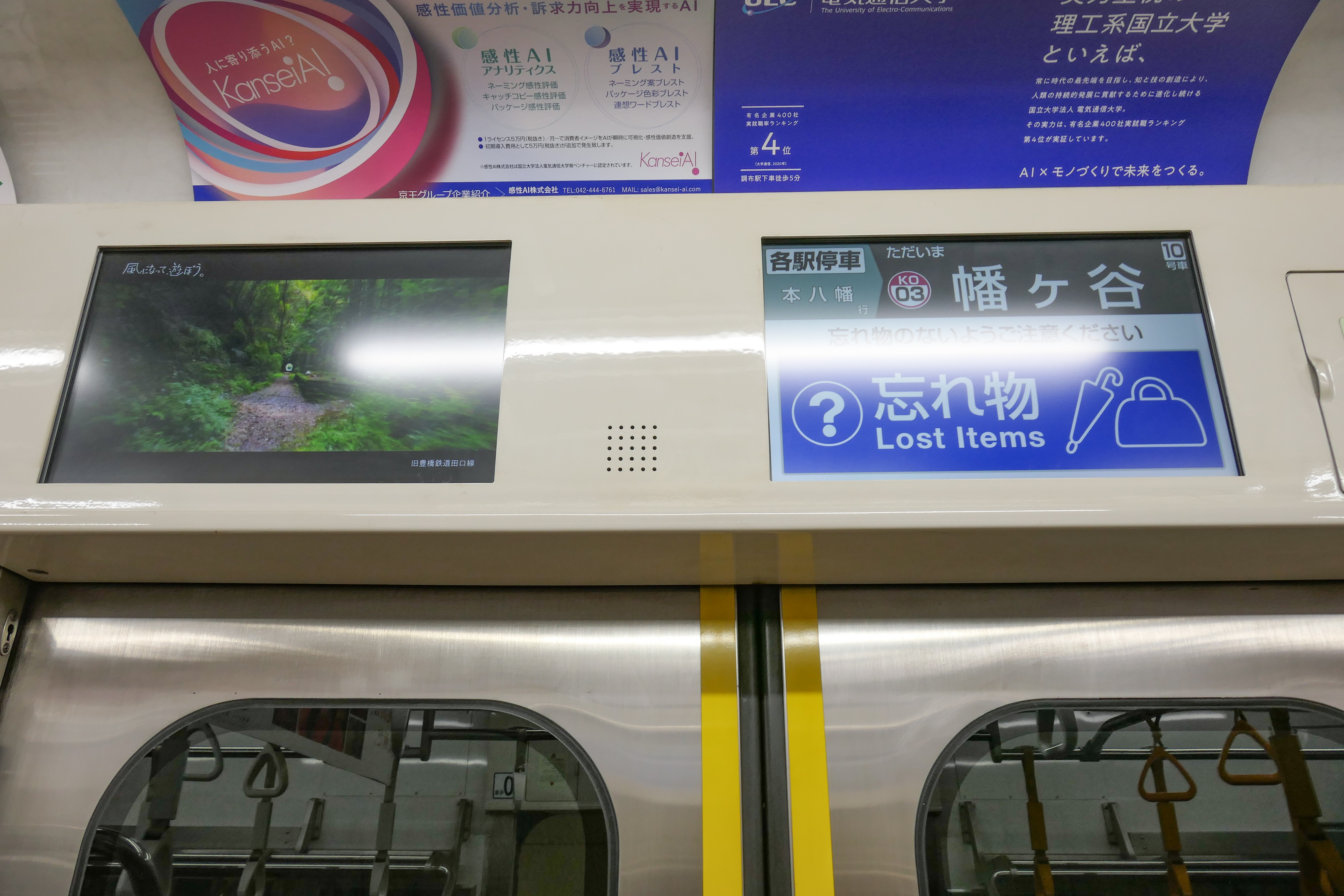
LCD式車内案内表示器

## 乗務員室
運転席からの視認性向上のため京王で初めて高乗務員室が採用され、従来車より乗務員室位置が約200 mm高くなっている。乗務員室はグレー系に塗装され、8000系のデジタル式速度計に変えて7000系以前と同様機械式の速度計が採用された。従来車同様ワンハンドルマスコンが採用されたが、ハンドル本体は8000系よりも大型化された。力行2段目で定速制御を行うことができる。乗務員の支援、行先・種別表示、検修時の支援などを目的としたモニタ装置が乗務員室上部に設置された。8両編成の京王八王子寄り先頭車は2両編成を連結して幌で貫通することが想定されていたため可動式の仕切りが設置されているが、その他の先頭車には仕切りがない。8両編成には6000系・7000系と併結するための伝送変換器が設けられた。10両編成には新宿線用ATCが設置され、一部の10両編成は京王ATCが設置された。京王ATCは後に全車に設置されている。

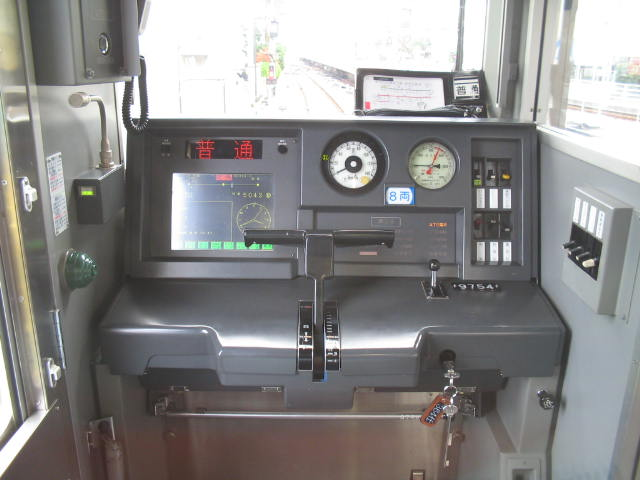
京王ATC設置前の8両編成の乗務員室（クハ9754、2004年）
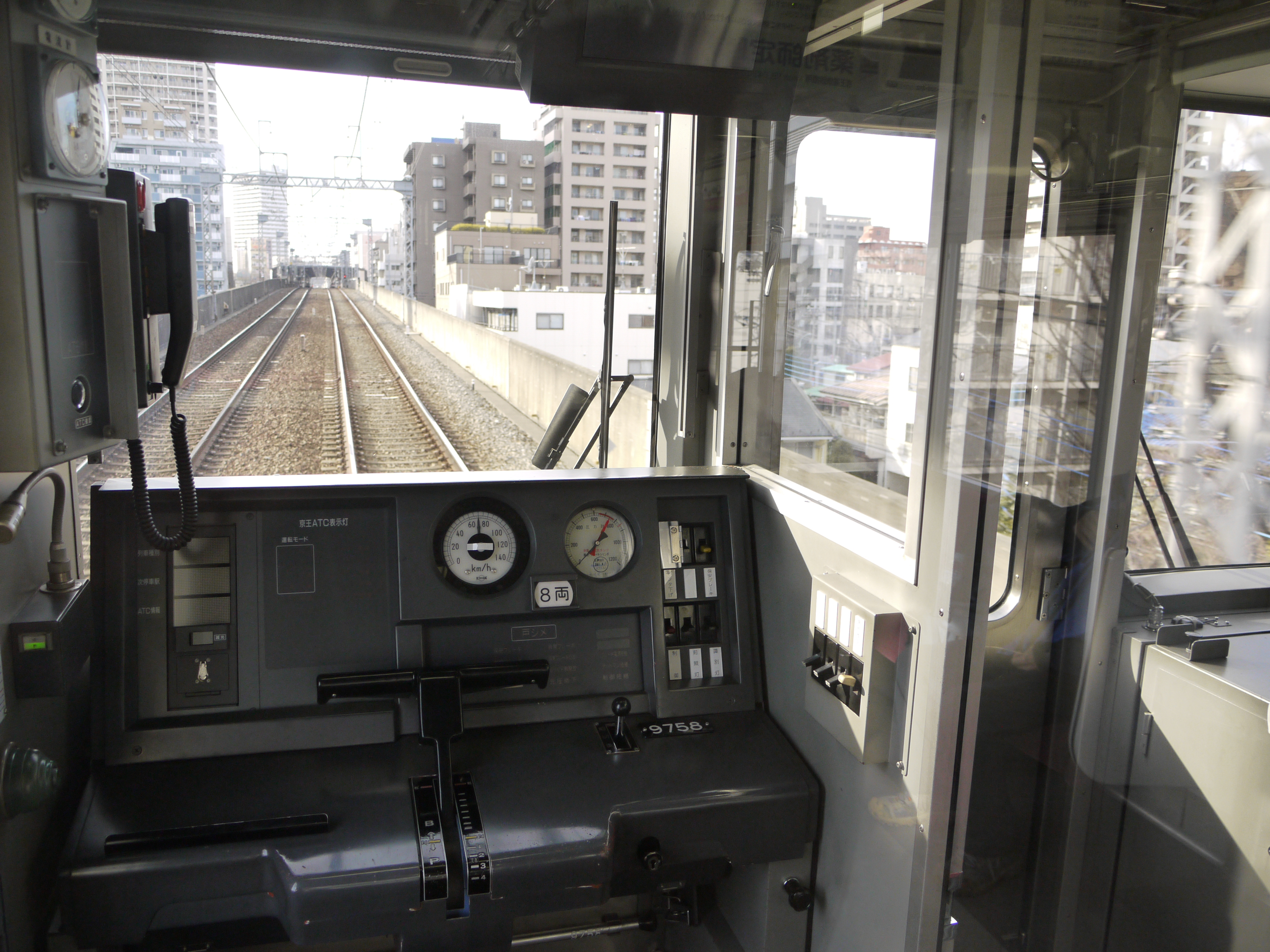
8両編成用クハ9750形の運転室 貫通路を仕切る壁がある
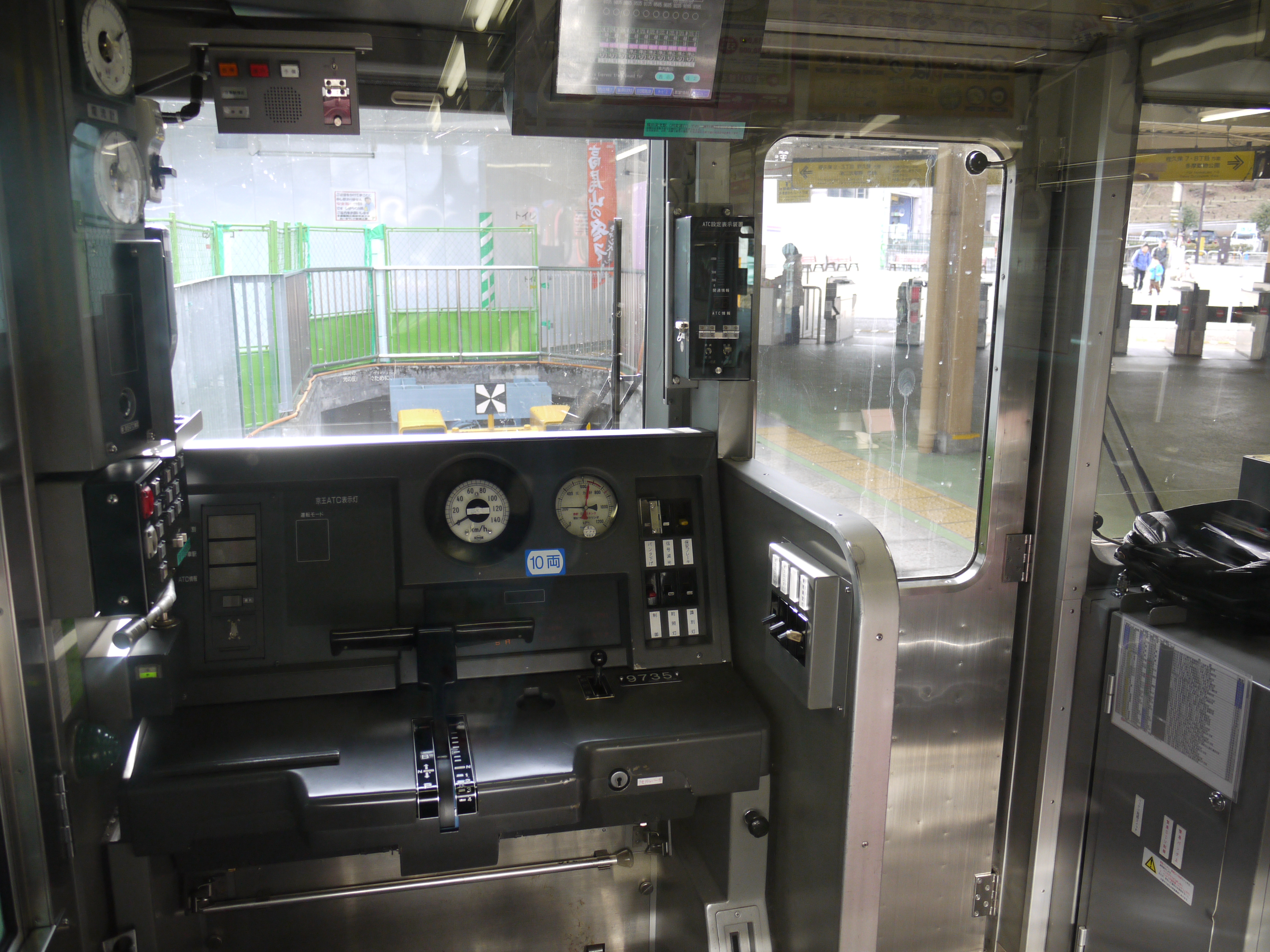
その他の運転室 貫通路を仕切る壁はない

## 主要機器
ここでは製造時の機器構成について述べる。

### 主制御装置、主電動機
定格3,300 V・1,200 AのIGBTを用いたVVVFインバータ制御が採用され、1つの主制御装置で電動車2両1ユニット、8個の主電動機を制御するが、4個ずつ解放可能な2群構成とされた。日立製作所（以下、日立）製のVFI-HR-2820が採用され、デハ9000形に搭載された。10両編成の9100番台はユニットを組まない単独M車として使用されるため、1群のみ搭載のVFI-HR-1420が搭載されている。京王線用車両として初めてIGBT素子を使用した制御装置を採用した。 
主電動機は従来車より高出力の出力170 kW（定格電圧1,100 V、電流115 A）のかご形三相誘導電動機、日立製のHS-33534-02RBおよび日立製のEFK-K60が採用された。
駆動装置は京王従来車と同様WN駆動方式が採用され、歯車比は85:14。

### 制動装置
制動装置は電気指令式で、ナブコ製のHRDA-1が8000系に続いて採用された。電動車と非電動車各1両を1組として回生ブレーキを優先する制御が採用された。9000系では全車両にブレーキコントロールユニットが搭載され、車両ごとに独立してブレーキ信号を受信している。踏面ブレーキは8000系最終製造車と同じユニット式の片押しブレーキが採用されている。

### 台車

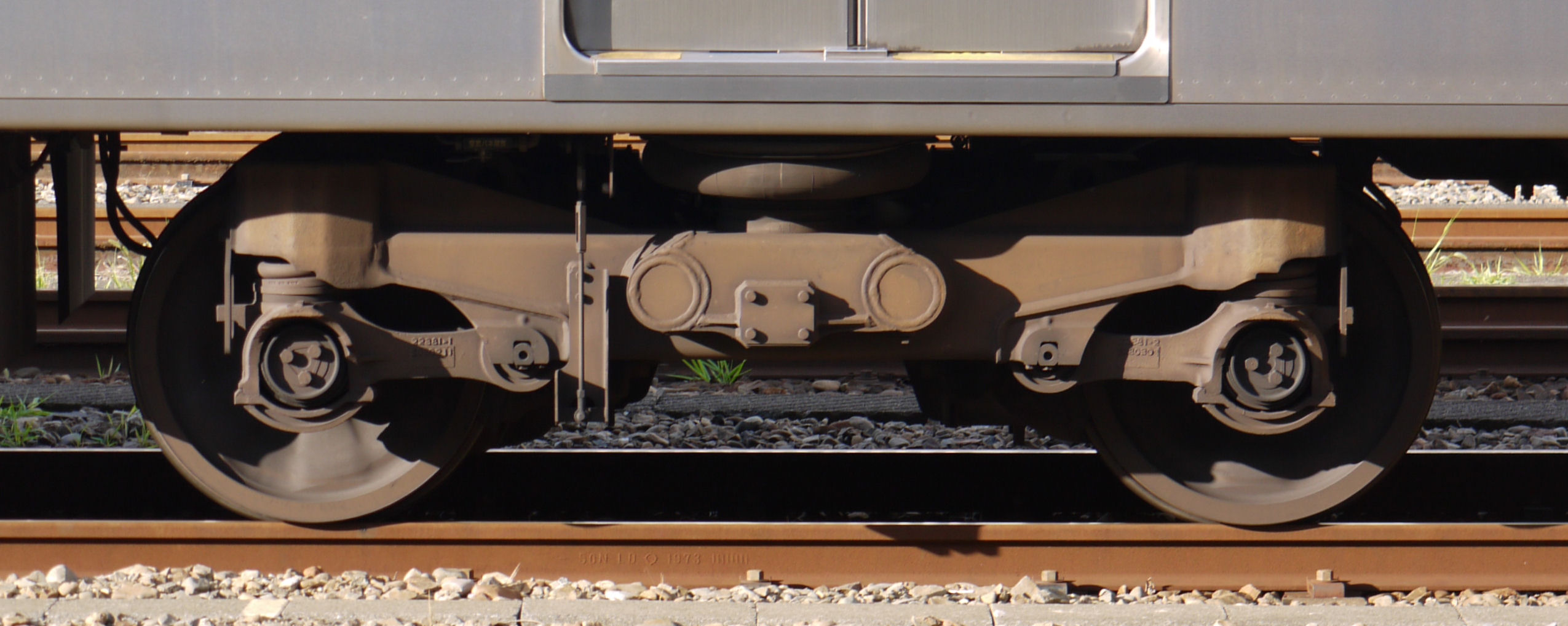
TS-1017台車

台車は8000系最終製造車と同一の東急車輛製造（以下、東急）製軸梁式軸箱支持ボルスタレス空気ばねのTS-1017動力台車、TS-1018付随台車（いずれも固定軸距2,200 mm、車輪径860 mm）が採用された。台車枠の横梁は空気ばねの補助空気室を兼ねている。

### 集電装置

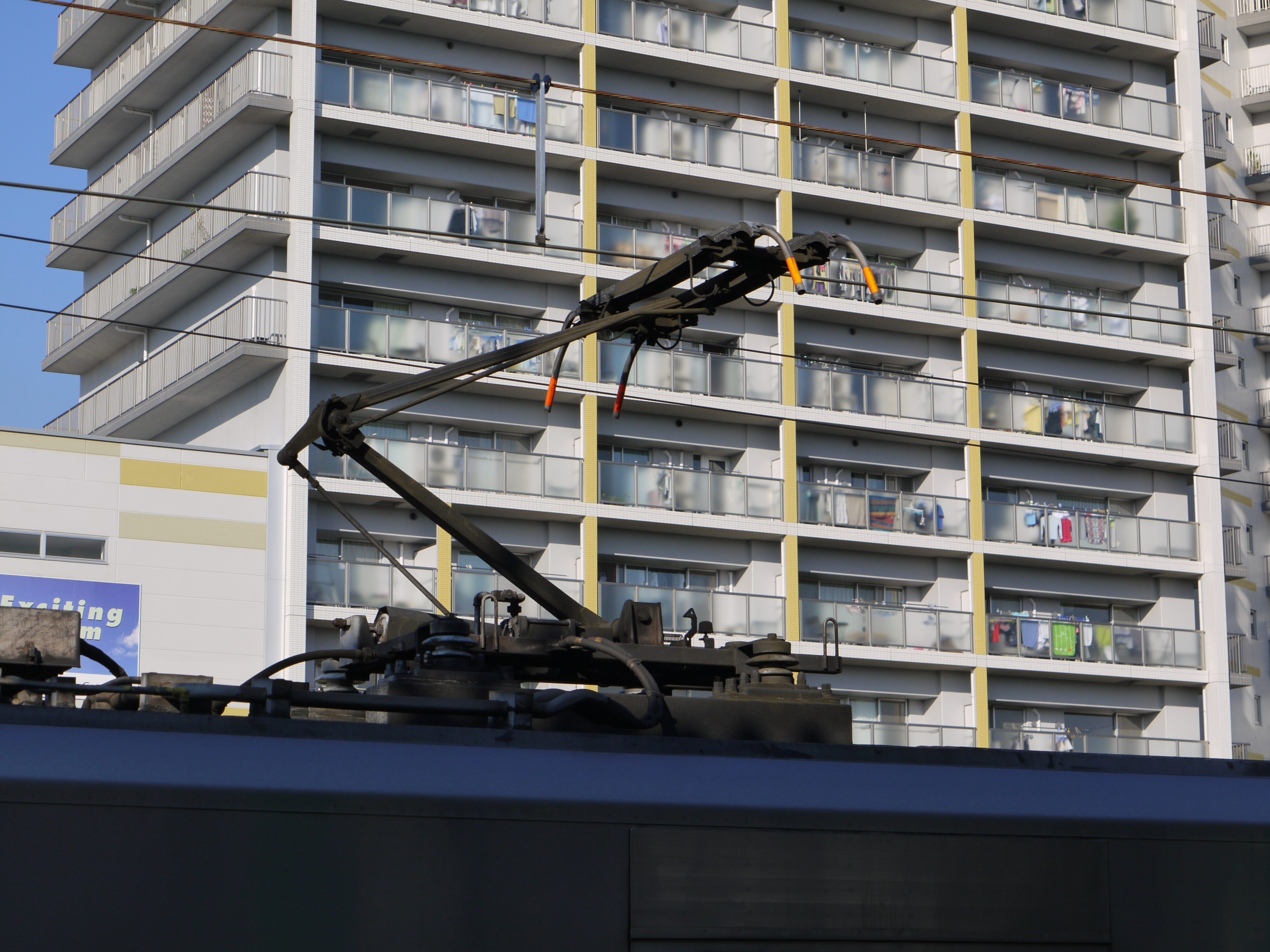
PT-7110パンタグラフ

パンタグラフは東洋電機製造製のPT-7110シングルアーム式がデハ9000形全車と、8両編成の9100番台を除くデハ9050形に搭載された。

### 補助電源装置
補助電源装置は8両編成のうち9706編成までの8本は出力170 kVAの静止形インバータ（SIV）が、9707編成・9708編成は空調装置能力増強のため210 kVAのSIVが、10両編成には出力250 kVAのSIVが、それぞれデハ9050形に搭載された。

### 空気圧縮機
空気圧縮機は毎分吐出容量1,600リットルのスクリュー式電動空気圧縮機ドイツ・クノールブレムゼ製（クノールブレムゼ鉄道システムジャパン）のSL-22がデハ9050形に搭載された（クノールブレムゼ鉄道システムジャパン。

### 冷房装置
冷房装置は9706編成までの8両編成には屋上集中式48.84 kW (42,000 kcal/h) の冷房装置が各車に1台、9707編成・9708編成と10両編成には屋上集中式58.14 kW (50,000 kcal/h) のものが同様に各車に1台搭載された。

## 形式構成
9000系は以下の形式で構成される。各形式とも同一編成中で下2桁は同番号または同番号＋50となっている。10両編成は下2桁が30 / 80から附番されている。「デ」は電動車を、「ク」は制御車を、「サ」は付随車を、「ハ」は普通座席車を指す略号で、形式名の前のカタカナ2文字はこれらを組み合わせたもの。

### デハ9000形
主制御装置、パンタグラフを搭載する中間電動車。パンタグラフは京王八王子寄りに1基が搭載されている。編成位置により番号の百の位が異なっている。8両編成の2両目に9000番台（デハ9001 - デハ9008）、6両目に9100番台（デハ9101 - デハ9108）、10両編成の2両目・5両目・8両目にそれぞれ9000番台（デハ9031 - デハ9049、デハ9030）・9100番台（デハ9131 - デハ9149、デハ9130）・9200番台（デハ9231 - デハ9249、デハ9230）が組み込まれている。10両編成の9100番台以外はデハ9050形とユニットを組み、デハ9000形に搭載された主制御装置で2両1ユニット、8個の主電動機を制御するが、10両編成の9100番台は単独で使用され、1両分4個の主電動機を制御し、主制御装置容量も他車とは異なる。2000年から2009年にかけて合計76両が製造された。

### デハ9050形
デハ9000形とユニットを組み、電動空気圧縮機、補助電源装置を搭載する中間電動車。百の位はユニットを組むデハ9000形と同一で、2000年から2009年に56両が製造された。8両編成の3両目に9000番台（デハ9051 - デハ9058）、7両目に9100番台（デハ9151 - デハ9158）、10両編成の3両目・9両目にそれぞれ9000番台（デハ9081 - デハ9099、デハ9080）・9200番台（デハ9281 - デハ9299、デハ9280）が組み込まれている。10両編成用の9100番台は存在しない。8両編成の9100番台以外には京王八王子寄りにパンタグラフ1基が搭載されている。

### サハ9500形
付随車。8両編成と10両編成の4両目に組み込まれ、2000年から2009年にサハ9501 - サハ9508、サハ9531 - サハ9549、サハ9530の28両が製造された。

### サハ9550形
付随車。8両編成の5両目に9500番台の車両、10両編成の6両目に9500番台、7両目に9600番台の車両が組み込まれ、2000年から2009年にサハ9551 - サハ9558、サハ9581 - サハ9599、サハ9580、サハ9681 - サハ9699、サハ9680の48両が製造された。

### クハ9700形
新宿寄り制御車。2000年から2004年（平成16年）に8両編成用クハ9701 - クハ9708が、2005年から2009年に10両編成用クハ9731 - クハ9749、クハ9730の28両が製造された。

### クハ9750形
京王八王子寄り制御車。2000年から2004年に8両編成用クハ9751 - クハ9758が、2005年から2009年に10両編成用クハ9781 - クハ9799、クハ9780の28両が製造された。8両編成用は京王八王子寄りに連結した2両編成と幌で貫通できるよう運転室が仕切れる構造となっている。

## 新製時のバリエーション
ここでは製造時のバリエーションについて述べ、後年の改造は後述する。

### 8両編成
最初に製造されたグループで、2001年1月24日に営業運転を開始した。6000系の代替として新宿線乗り入れも考慮した設計が採用されている。2000年に2編成
、2001年に3編成、2002年から2004年にかけて毎年各1編成の合計8編成64両が製造され、番号末尾奇数が日車製、偶数が東急製である。9707編成と9708編成では冷房出力が48.84 kWから58.14 kWに増強され、SIVの容量が170 kVAから210 kVAに変更されている。
|          | ← 新宿京王八王子・橋本・高尾山口 →      |                                         |                                         |                                         |                                         |                                         |                                         |                                         |                                                                  |
| 形式     | クハ9700                                | デハ9000                                | デハ9050                                | サハ9500                                | サハ9550                                | デハ9000                                | デハ9050                                | クハ9750                                |                                                                  |
| 区分     | Tc1                                     | M1                                      | M2                                      | T1                                      | T2                                      | M1                                      | M2                                      | Tc2                                     |                                                                  |
| 車両番号 | 9701 9702 9703 9704 9705 9706 9707 9708 | 9001 9002 9003 9004 9005 9006 9007 9008 | 9051 9052 9053 9054 9055 9056 9057 9058 | 9501 9502 9503 9504 9505 9506 9507 9508 | 9551 9552 9553 9554 9555 9556 9557 9558 | 9101 9102 9103 9104 9105 9106 9107 9108 | 9151 9152 9153 9154 9155 9156 9157 9158 | 9751 9752 9753 9754 9755 9756 9757 9758 | 2000年12月 2001年11月 2001年12月 2002年10月 2003年10月 2004年6月 |
| 搭載機器 |                                         | CON・PT                                 | SIV・CP・PT                             |                                         |                                         | CON・PT                                 | SIV・CP                                 |                                         |                                                                  |
| 自重     | 25.0 t                                  | 34.0 t                                  | 33.0 t                                  | 25.0 t                                  | 25.0 t                                  | 34.0 t                                  | 33.0 t                                  | 25.0 t                                  |                                                                  |
| 定員     | 141                                     | 153                                     | 152                                     | 152                                     | 152                                     | 152                                     | 153                                     | 141                                     |                                                                  |

凡例Tc …制御車、M …中間電動車、T…付随車、CON…制御装置、SIV…補助電源装置（静止形インバータ）、CP…電動空気圧縮機、PT…集電装置（京王八王子寄り）以下同じ。

### 10両編成

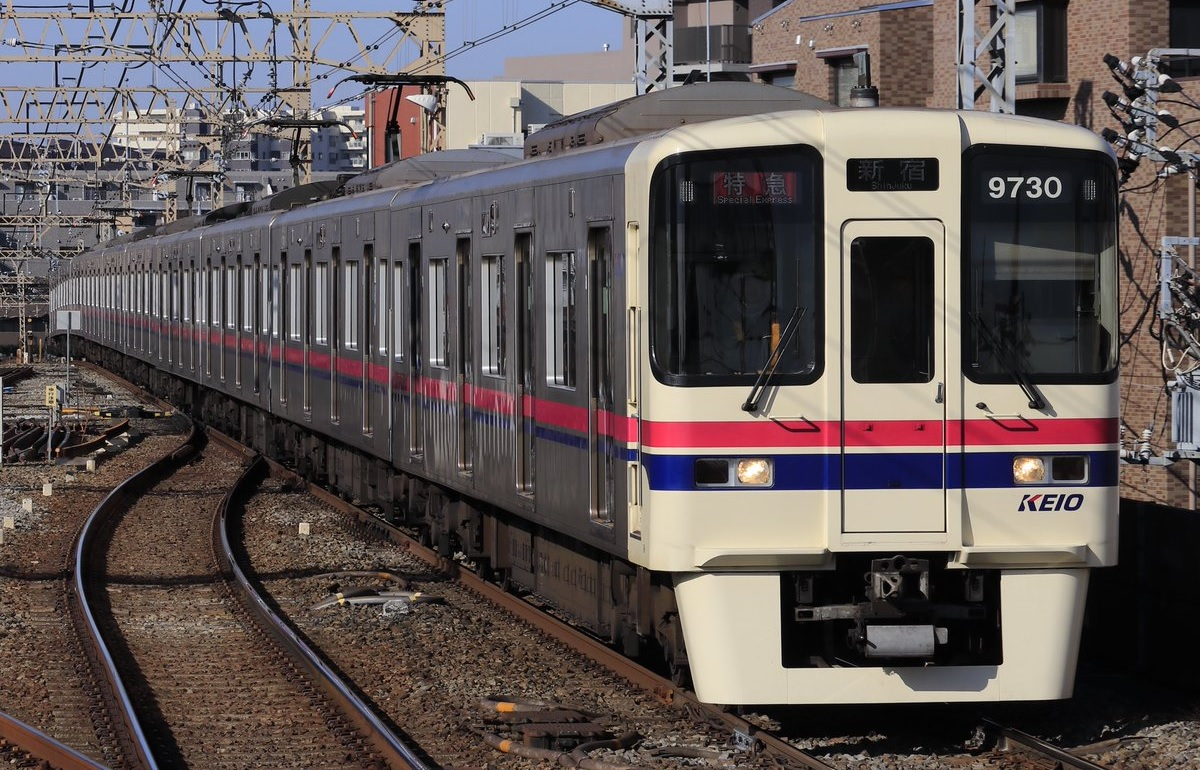
前面の社名ロゴの貼付位置が他車と異なっていた頃の9730編成

8両編成に続いて2005年に2編成、2006年と2007年に各3編成、2008年と2009年に各6編成の合計20編成200両が日車で製造された。車両番号は末尾31 / 81から附番され、8両編成と区分されている。新宿線乗り入れのため新宿線用ATC、列車無線などの装備が追加されたほか、2008年製の9739編成から京王ATCが搭載された。新火災対策基準に対応するため、各車両間への貫通扉設置、内装材の変更、天井材のFRPから塗装アルミに変更するなどの設計変更が行われた。他編成と連結する運用を考慮する必要がないため、他形式と併結するための伝送変換器が設置されず、正面貫通幌座も廃止された。アンチクライマ形状が変更され、運行番号表示器が助手席側窓下部に設置されたことが、先頭部の8両編成との相違点。
8両編成で灰色の木目模様だった妻部内装材は他の壁と同じ白色系に変更、座席端部袖仕切り板も大型のものに変更され、車内車両番号表示がプレートからシールに変更されている。サービス向上とコストダウンのため車椅子スペースを2両に1箇所に増設、全車両の両車端部全席を「おもいやりぞーん」としたほか、UVカットガラスの採用による側窓カーテンの廃止、客用扉窓の取付方法変更、客用扉内側化粧板の廃止（ステンレス無地）、台枠隅部傾斜廃止などが変更された。
補助電源装置は1台で5両に給電するため容量が250 kVAとなり、IGBTの1段分圧方式に変更されたものがデハ9050形に搭載された。正側面の種別表示装置がフルカラーLEDに、行先表示装置が白色LEDに変更された。2007年製造の9736編成以降では付随車に滑走防止装置が取り付けられたほか、側面種別・行先表示装置がやや大きくなり、全体がフルカラーLEDとなった。車内案内表示器はLED式から液晶モニター（LCD）に変更され、すべてのドアの上に設置された。座席部に設けられているつかみ棒は大きな曲線状のものとなり、貫通路幅拡大、吊手高さ変更などが行われた。客用扉は先端部ならびに床面への黄色着色を行った。乗務員支援装置はモニタ装置に代わり、日立製作所が開発した「ATI」（車両情報制御装置）シリーズの中から、補機制御機能、検修支援機能などモニタ機能に特化した「ATI-M」と乗客情報サービス機能に特化した「ATI-S」を統合した高機能形「ATI-M＆S装置」を採用した。
当初乗入用編成は15編成と予定されたため、末尾31 / 81から車両番号が付番されたが、19編成目で末尾49 / 99となったため20編成目は末尾30 / 80となった。最終製造の9730編成は前面の「KEIO」ロゴが他編成と異なり前照灯ケースの下部に貼付されていた。

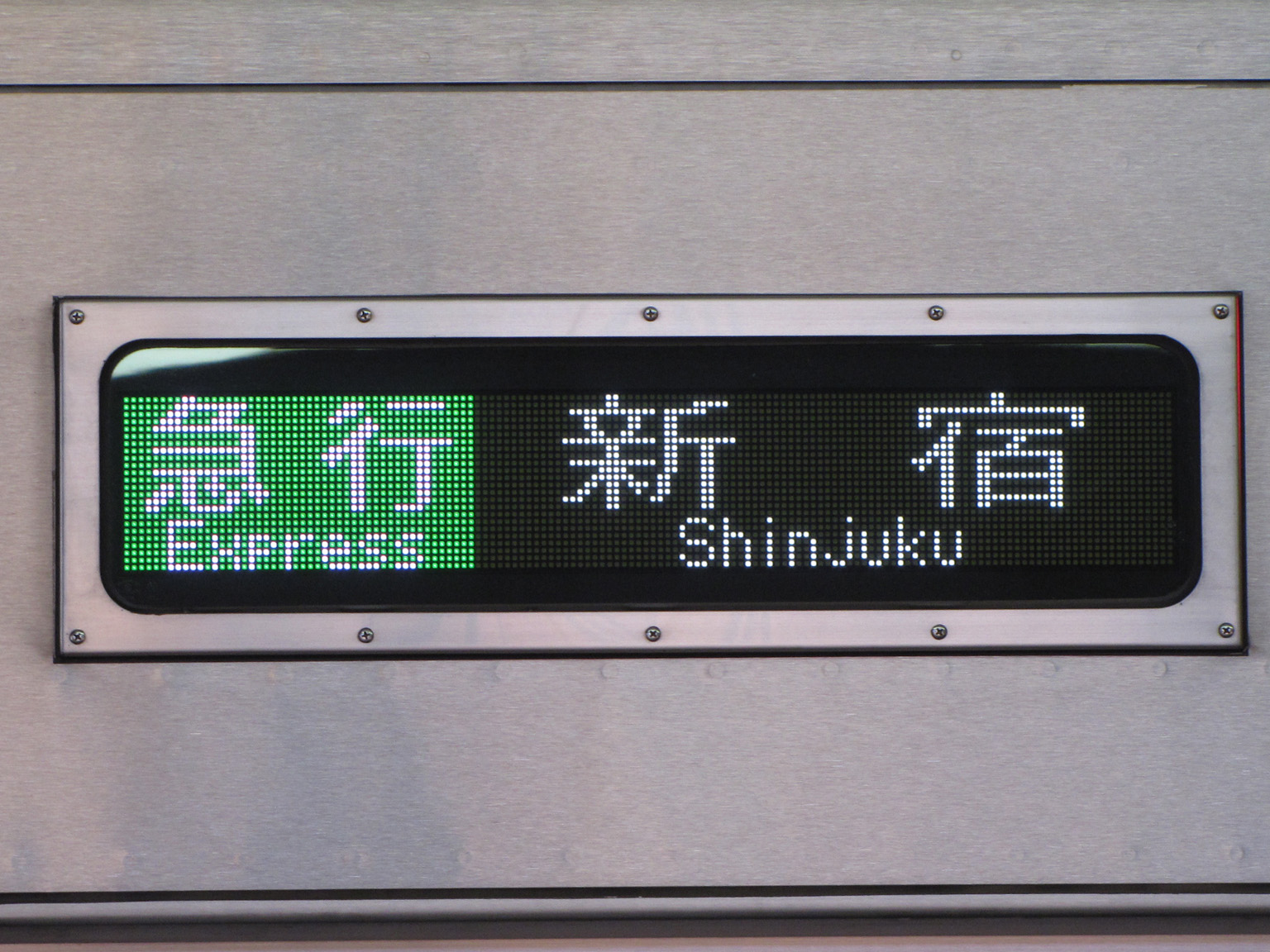
9735編成以前の側面種別・行先表示装置
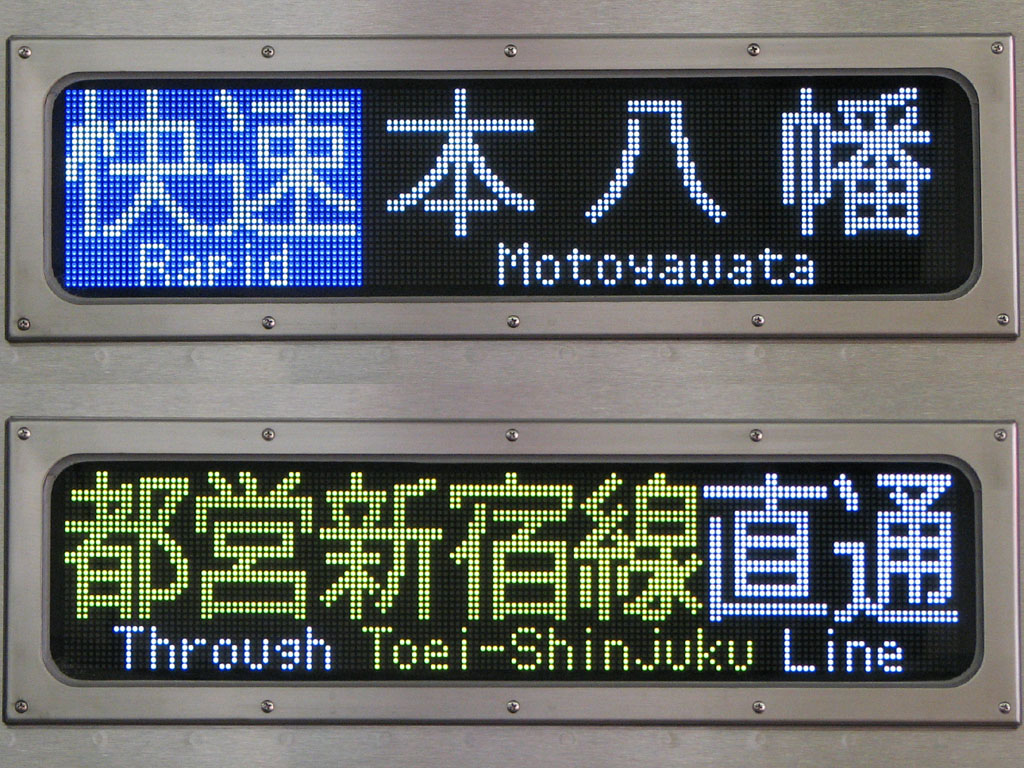
9736編成以降は側面種別・行先表示装置がやや大型化された
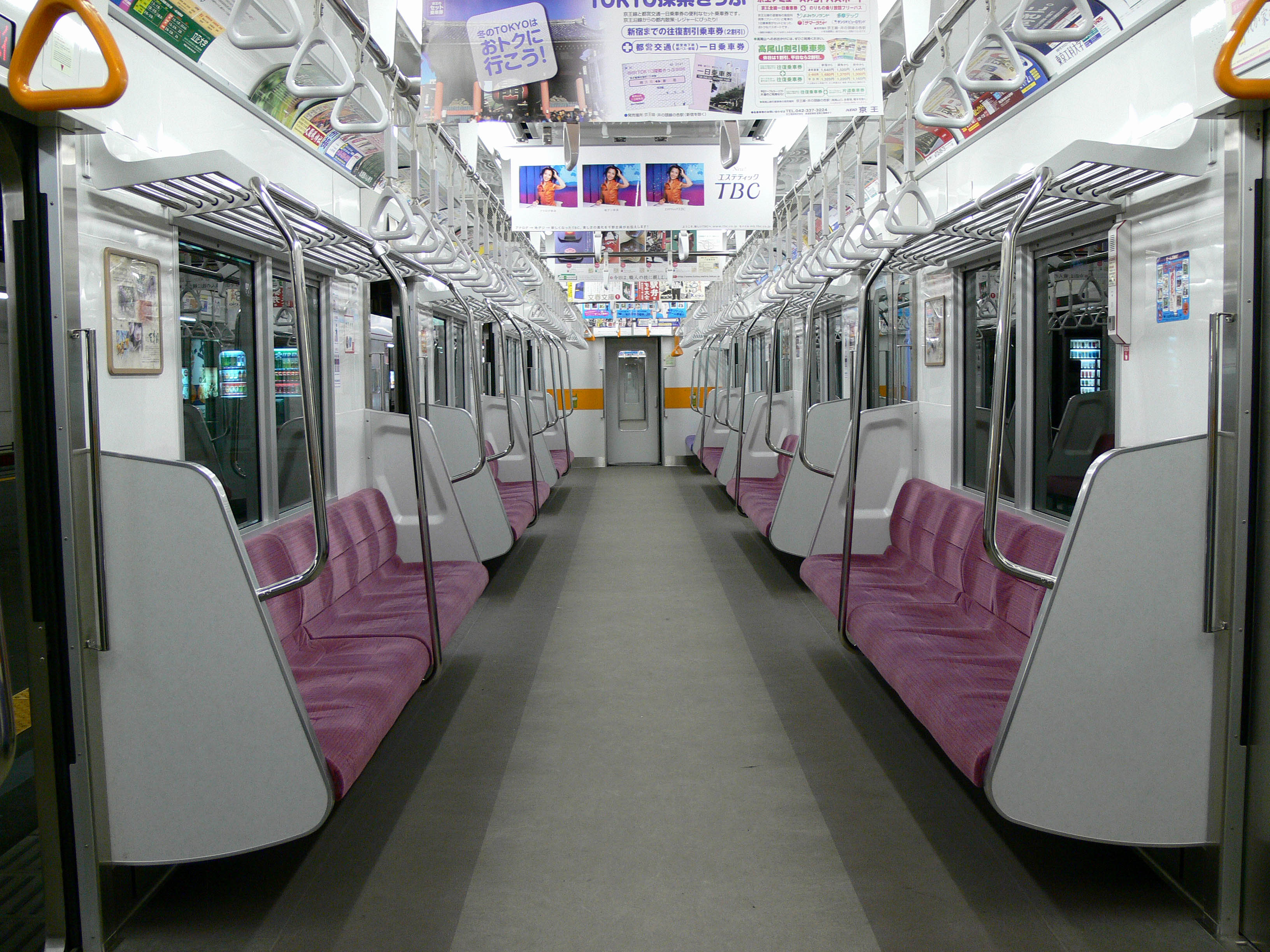
9731編成- 9735編成の車内 車端部の窓が無く、袖仕切りの形状も異なる
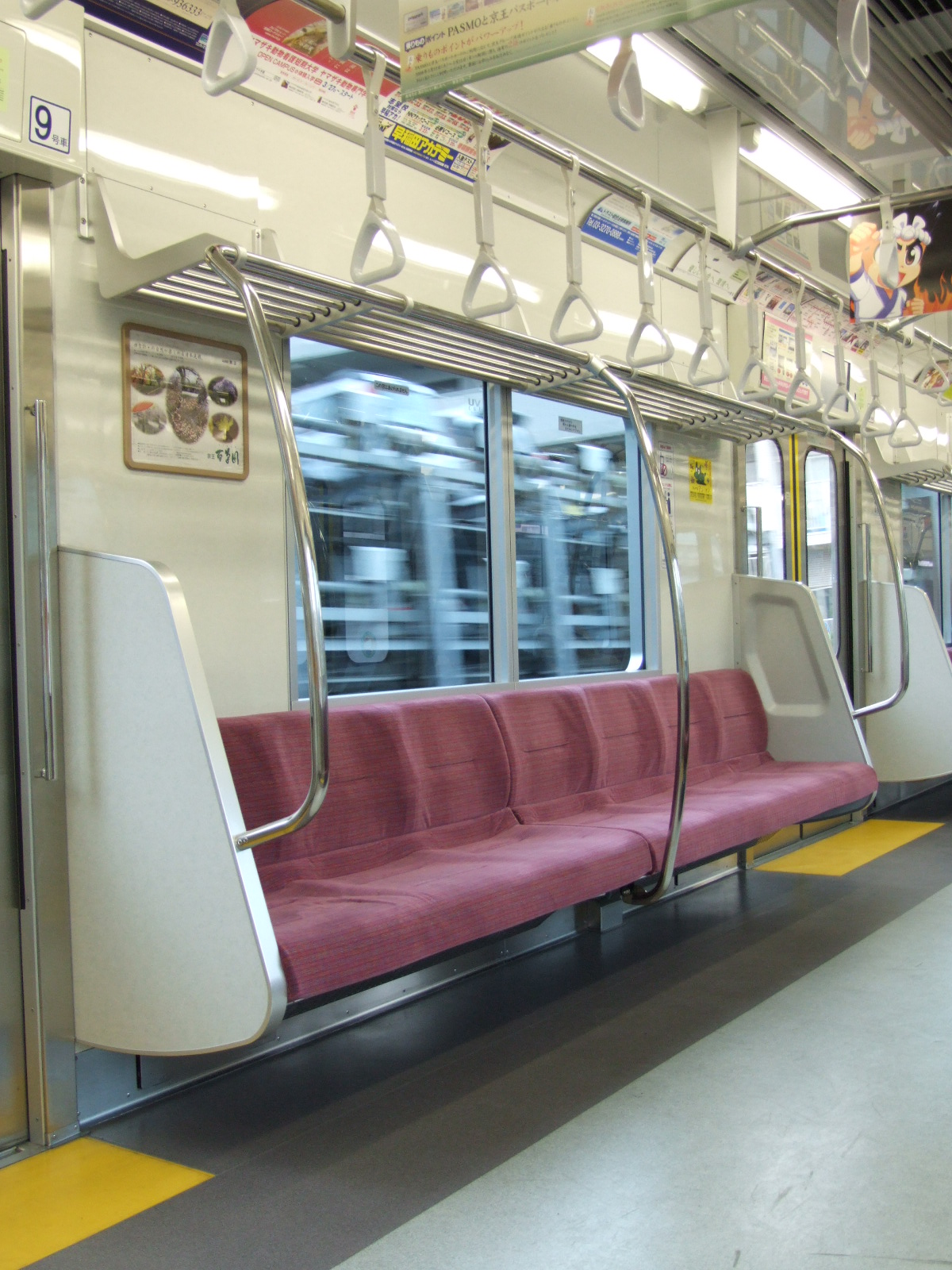
つかみ棒が曲線状となった9736編成以降の座席

|          | ← 新宿・本八幡京王八王子・橋本・高尾山口 →                                                          | | | | | | | | | | |
| 形式     | クハ9700                                                                                            | デハ9000                                                                                            | デハ9050                                                                                            | サハ9500                                                                                            | デハ9000                                                                                            | サハ9550                                                                                            | サハ9550                                                                                            | デハ9000                                                                                            | デハ9050                                                                                            | クハ9750                                                                                            | |
| 区分     | Tc1                                                                                                 | M1                                                                                                  | M2                                                                                                  | T1                                                                                                  | M1                                                                                                  | T2                                                                                                  | T2                                                                                                  | M1                                                                                                  | M2                                                                                                  | Tc2                                                                                                 | |
| 車両番号 | 9731 9732 9733 9734 9735 9736 9737 9738 9739 9740 9741 9742 9743 9744 9745 9746 9747 9748 9749 9730 | 9031 9032 9033 9034 9035 9036 9037 9038 9039 9040 9041 9042 9043 9044 9045 9046 9047 9048 9049 9030 | 9081 9082 9083 9084 9085 9086 9087 9088 9089 9090 9091 9092 9093 9094 9095 9096 9097 9098 9099 9080 | 9531 9532 9533 9534 9535 9536 9537 9538 9539 9540 9541 9542 9543 9544 9545 9546 9547 9548 9549 9530 | 9131 9132 9133 9134 9135 9136 9137 9138 9139 9140 9141 9142 9143 9144 9145 9146 9147 9148 9149 9130 | 9581 9582 9583 9584 9585 9586 9587 9588 9589 9590 9591 9592 9593 9594 9595 9596 9597 9598 9599 9580 | 9681 9682 9683 9684 9685 9686 9687 9688 9689 9690 9691 9692 9693 9694 9695 9696 9697 9698 9699 9680 | 9231 9232 9233 9234 9235 9236 9237 9238 9239 9240 9241 9242 9243 9244 9245 9246 9247 9248 9249 9230 | 9281 9282 9283 9284 9285 9286 9287 9288 9289 9290 9291 9292 9293 9294 9295 9296 9297 9298 9299 9230 | 9781 9782 9783 9784 9785 9786 9787 9788 9789 9790 9791 9792 9793 9794 9795 9796 9797 9798 9799 9780 | 2006年1月 2006年3月 2006年12月 2007年2月 2008年1月 2008年2月 2008年3月 2008年4月 2008年5月 2008年6月 2008年7月 2008年9月 2008年10月 2009年3月 2009年4月 2009年5月 2009年6月 2009年7月 2009年8月 |
| 搭載機器 | | CON・PT                                                                                             | SIV・CP・PT                                                                                         | | CON・PT                                                                                             | | | CON・PT                                                                                             | SIV・CP・PT                                                                                         | | |
| 自重     | 25.5 t                                                                                              | 34.0 t                                                                                              | 33.0 t                                                                                              | 25.0 t                                                                                              | 33.0 t                                                                                              | 25.0 t                                                                                              | 25.0 t                                                                                              | 34.0 t                                                                                              | 33.0 t                                                                                              | 25.5 t                                                                                              | |
| 定員     | 141                                                                                                 | 153                                                                                                 | 152                                                                                                 | 153                                                                                                 | 152                                                                                                 | 153                                                                                                 | 152                                                                                                 | 152                                                                                                 | 153                                                                                                 | 141                                                                                                 | |

## 各種改造工事
製造後、各種の改造工事が行われている。

### 表示装置フルカラーLED化
2008年（平成20年）ごろから8両編成の正側面行先表示装置のフルカラーLED化が行われ、2009年（平成21年）6月に完了した。

### ATC設置工事

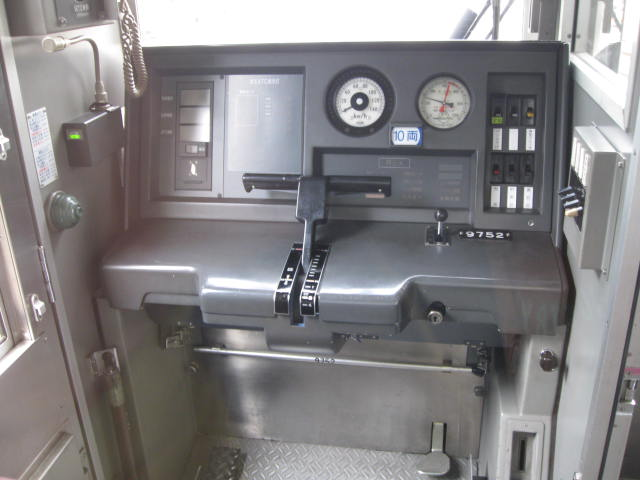
ATCが設置された運転台（クハ9752）

京王ATC非設置で製造された編成に対して、ATC装置の設置工事がATC運用開始に先立つ2008年1月から2010年4月にかけて行われている。

### 自動放送装置設置
新宿駅 - 高尾山口駅間が外国人観光旅客の来訪の促進等による国際観光の振興に関する法律（外客旅行容易化法）の情報提供促進措置を講ずべき区間に指定され、英語での放送が求められたことや放送品質の均一化を目的として、2010年（平成22年）5月1日より一部の編成に自動放送が導入された。

### 台車交換

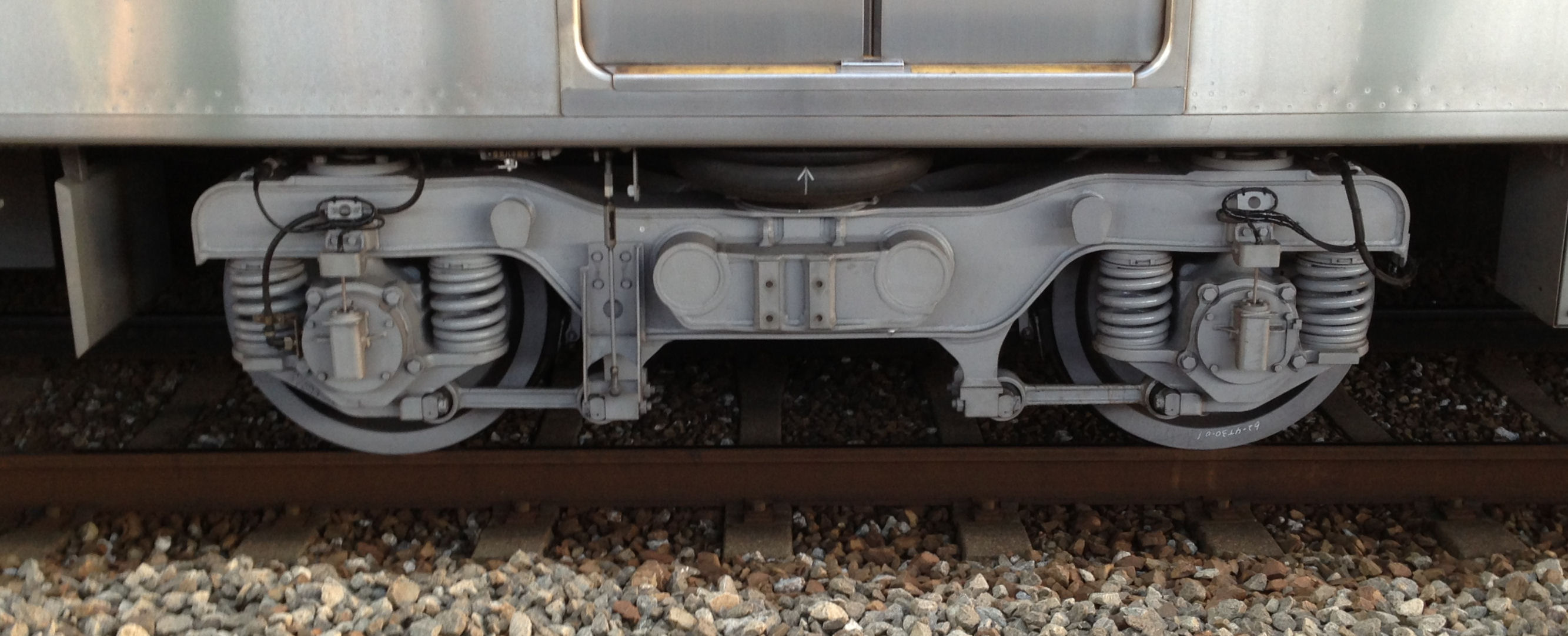
サハ9680の台車

2013年（平成25年）2月に、サハ9680の台車がPQモニタリング台車（SS180）に交換された。

### 機器更新・リニューアル
2024年8月28日に9731編成が、機器更新およびリニューアル工事のため若葉台工場に入場した。同編成はサンリオラッピングを纏っていたが、機器更新工事のためラッピングを外していた。
リニューアル車は2025年3月10日から営業運転を開始。なお、走行距離の長い10両編成を優先する関係上、8両編成は2025年2月時点での更新予定はない。
リニューアル工事での変更点は以下の通り。なお、9731編成の車内案内表示装置はLED式のまま変更されていない（京王電鉄は『コストと保守の観点による』と理由を公表）。
- 車いす・ベビーカースペースを未設置の6両にも増設[71]。
- 座席表地を多摩織物をイメージしたデザインへ変更[71]。またクッション材にSバネを追加して座り心地を改善[71]。
- スタンションポールの増設[71]。また優先席部分に滑り止め加工を実施[71]。
- 扉を交換し[71]、ガラスを複層化[71]、車内側を化粧板仕上げへ変更[71]。
- 座席端の袖仕切りをガラス入りの物へ変更[71]。
- VVVF制御装置をフルSiCパワーモジュール適用MOSFET素子使用装置へ変更[71]。未更新車と比較して消費電力を20%削減[71]。
- 車外表示器を全面的に交換し、側面表示器を8両編成・9736編成以降と同様の全面フルカラーLED方式としたほか、前面行先表示器を白色LEDからフルカラーLED方式へ更新

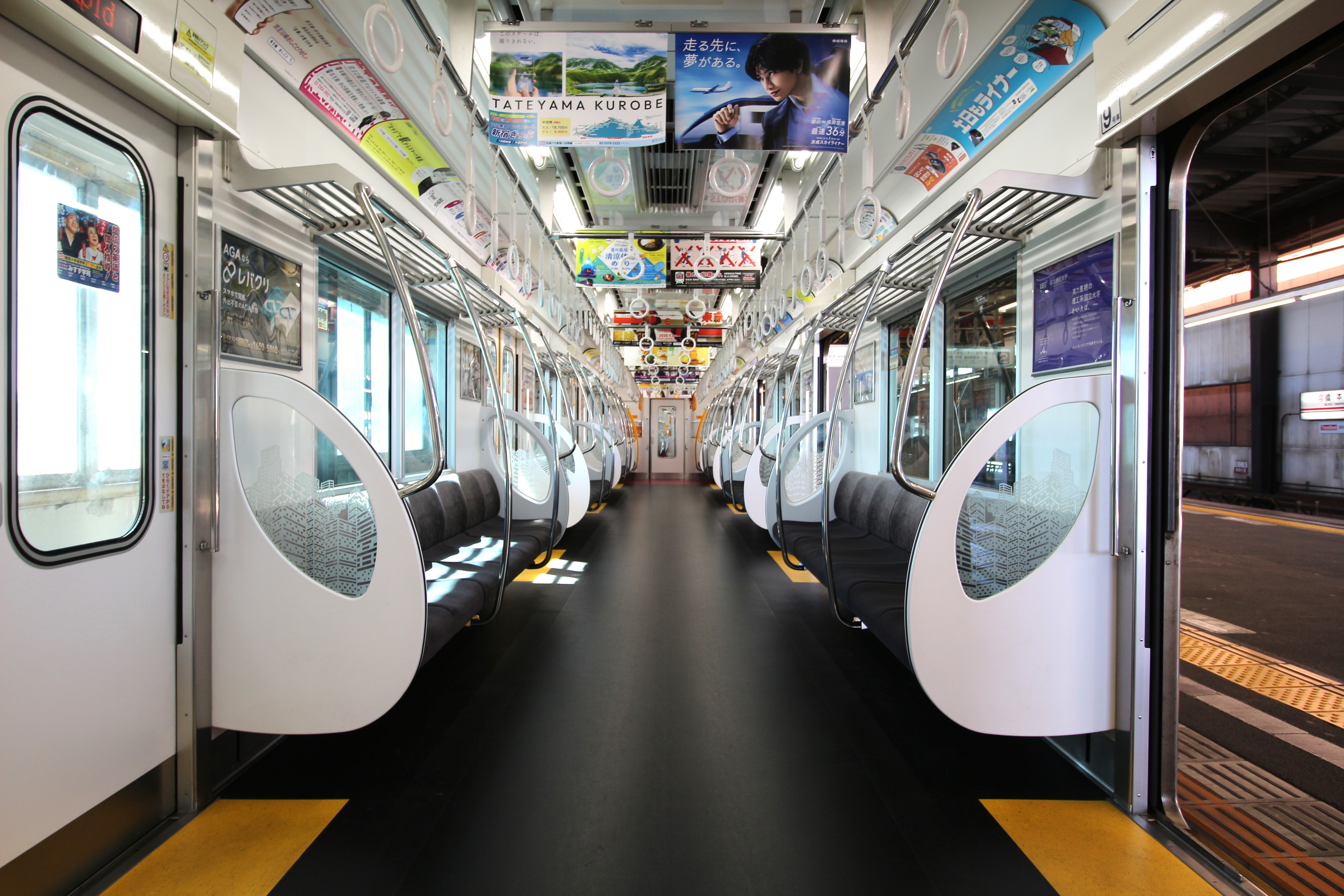
車内
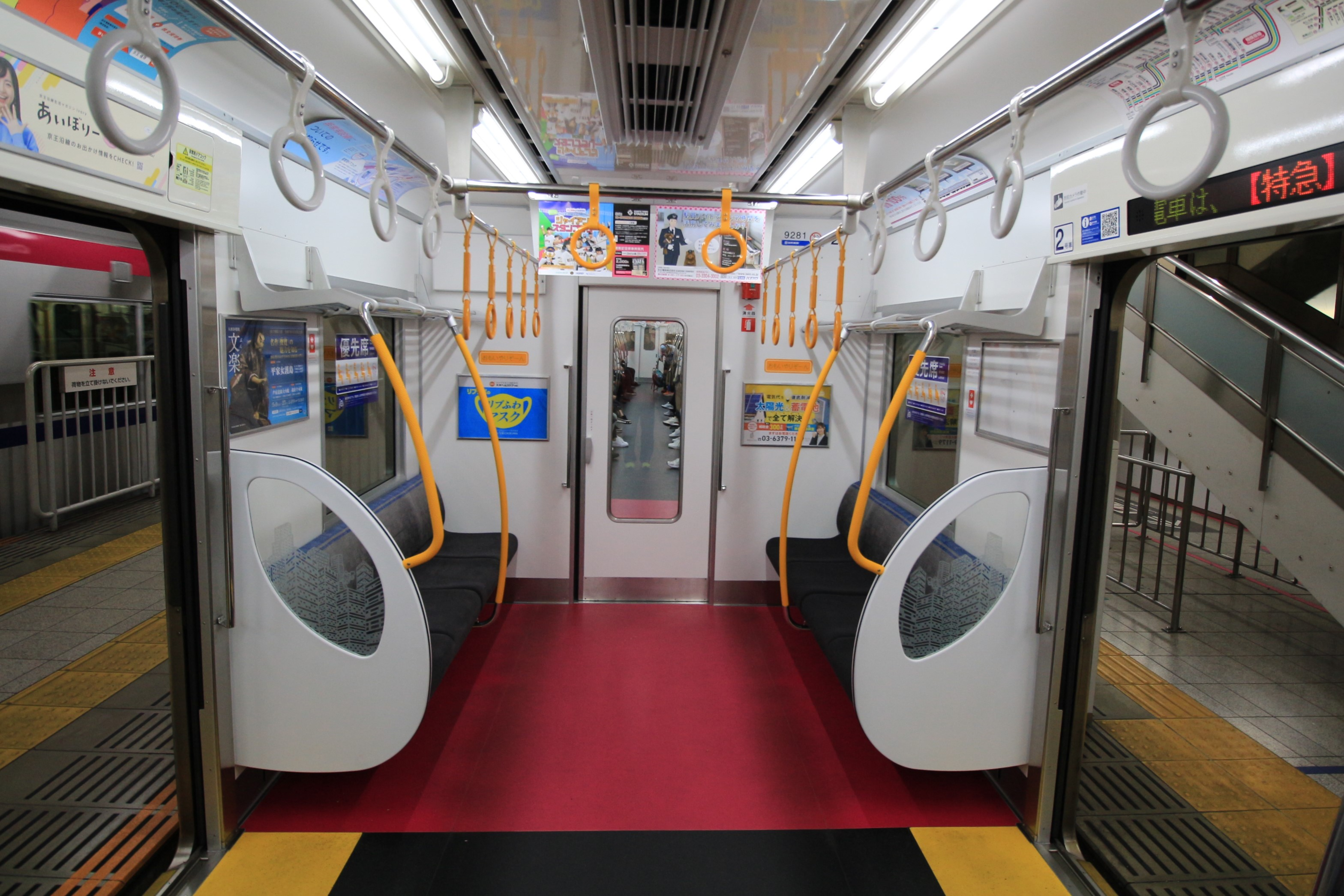
優先席
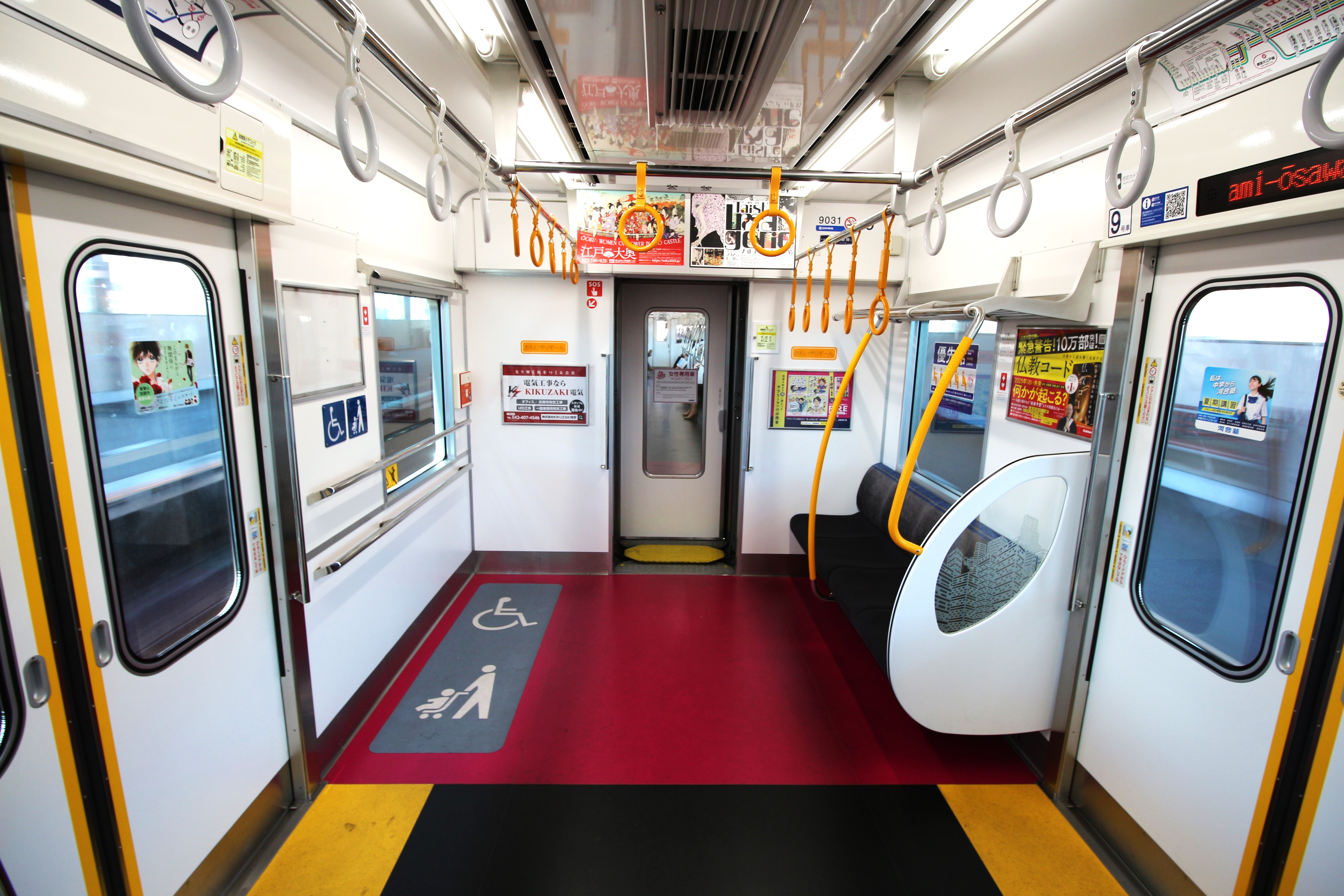
車椅子スペース
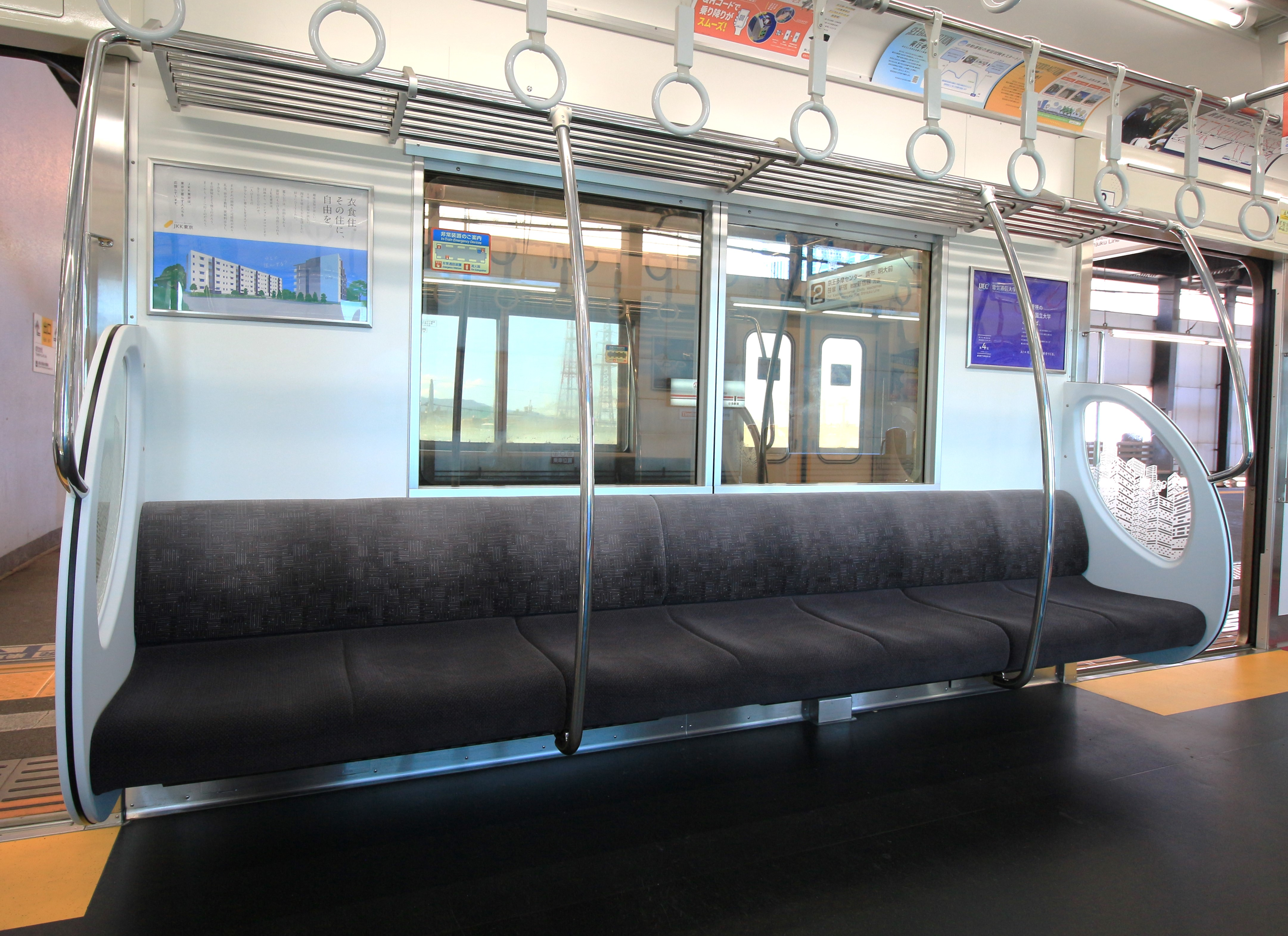
7人掛け席

## 運用
都営新宿線乗り入れを除き、形式による運用の限定はないため、8両編成・10両編成とも他形式と共通に広く全線で運用される。8両編成は7000系との併結（2011年1月までは6000系と併結していた）が可能で、2両編成を連結した10両編成として運用されることもある。10両編成は都営新宿線乗り入れ対応となっているため、新宿線乗り入れにも使用される。

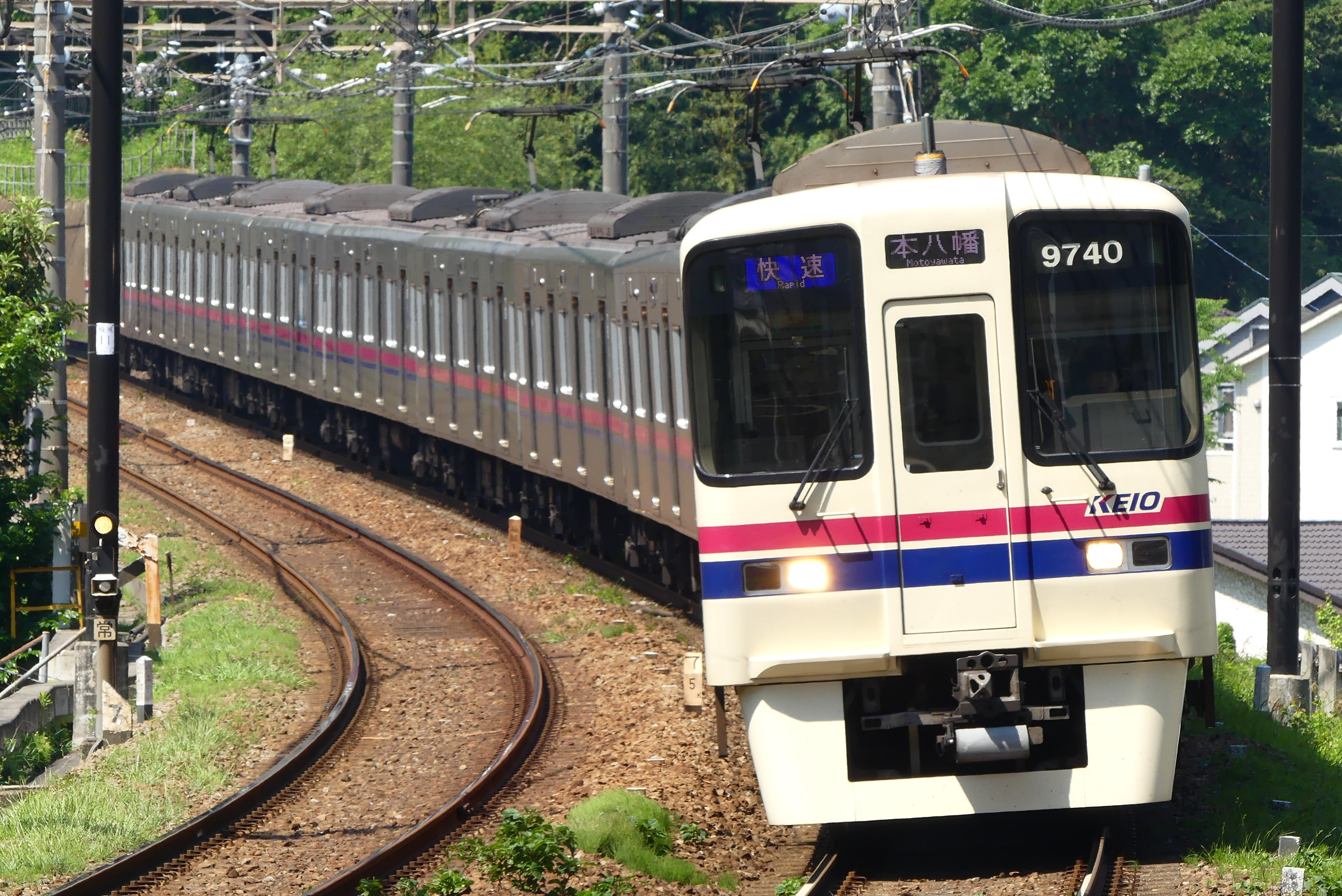
都営新宿線へ直通する本八幡行きの9740編成 （2017年5月20日 / 稲城駅）
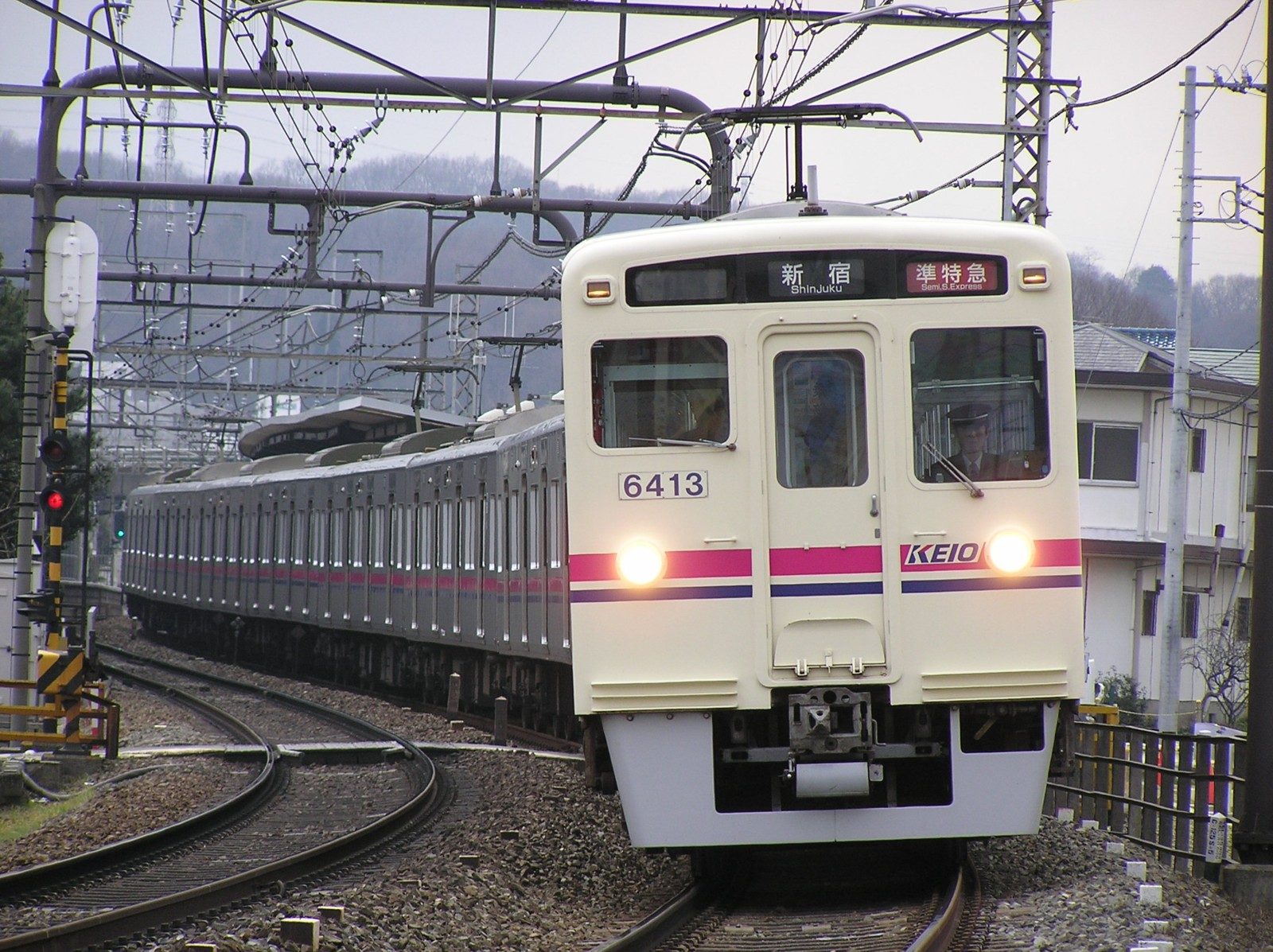
9000系9702編成（奥8両）と6000系（営業終了）6413編成（手前2両）を併結した列車 （2007年2月17日 / 南平 - 平山城址公園）
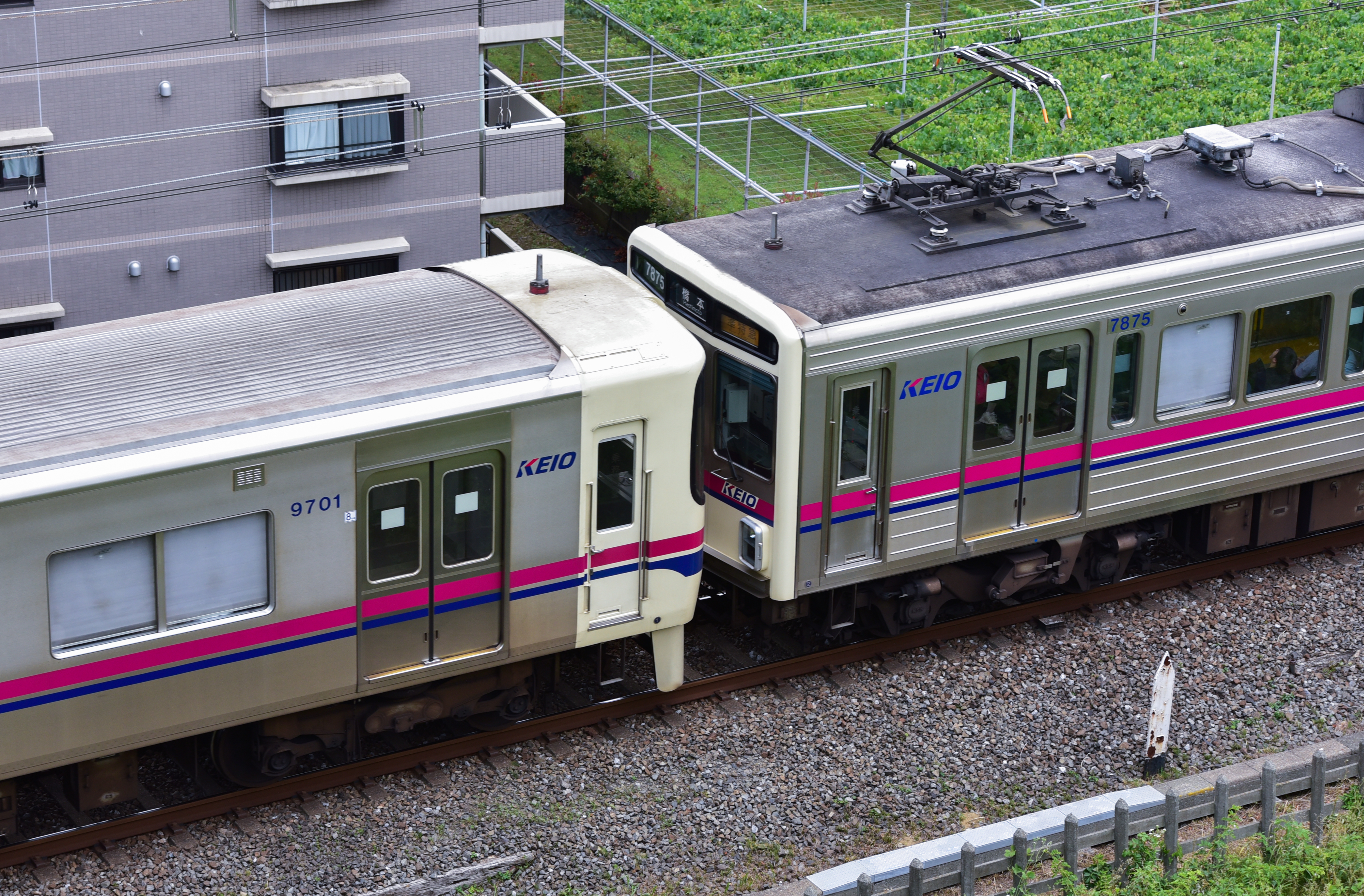
9000系と7000系の併結運転 （2017年6月5日 / 稲城 - 京王よみうりランド）

### ラッピング編成
- 競馬場線開業60周年記念ラッピング
  - 2015年5月11日 - 8月15日（第60回京王杯スプリングカップ・第82回日本ダービーを含む期間）、JRA（日本中央競馬会）との合同キャンペーンとして、9701Fに記念ロゴをドア付近に貼付[73]。
  - 記念ロゴステッカーのうち1枚には、以下のクラシック三冠馬4頭の写真付き。
    - シンザン（1964年牡馬三冠、鞍上・栗田勝）
    - ミスターシービー（1983年牡馬三冠、鞍上・吉永正人）
    - メジロラモーヌ（1986年牝馬三冠、鞍上・河内洋）
    - ディープインパクト（2005年牡馬三冠、鞍上・武豊）
- 日本ダービー
  - 例年、東京優駿（日本ダービー）開催週の5月最終週前後に、開催記念ラッピングを運行。
  - 2015年（第82回）・2016年（第83回）は、歴代ダービー馬及び鞍上騎手のほぼ実物大ラッピングを施している。
  - 2020年（第87回）は、新型コロナウィルスの感染拡大に伴う全公営競技無観客開催措置のため、ラッピングの実施が見送られた。
- サンリオキャラクターフルラッピングトレイン
  - 2018年11月1日より、京王、サンリオピューロランド、多摩市による地域活性プロジェクトの一環として、ピンクを基調とし、ハローキティ等のサンリオキャラクターをあしらった特別編成を運行。ドア注意喚起ステッカーも専用のものに交換される[74]。
  - その後、先述のリニューアル工事（長期検査）のため2024年8月27日をもって運行を休止していたが[69]、リニューアル車の営業運転開始に合わせて外装ラッピングを新しくし、2025年3月10日から営業運転を開始した[75]。

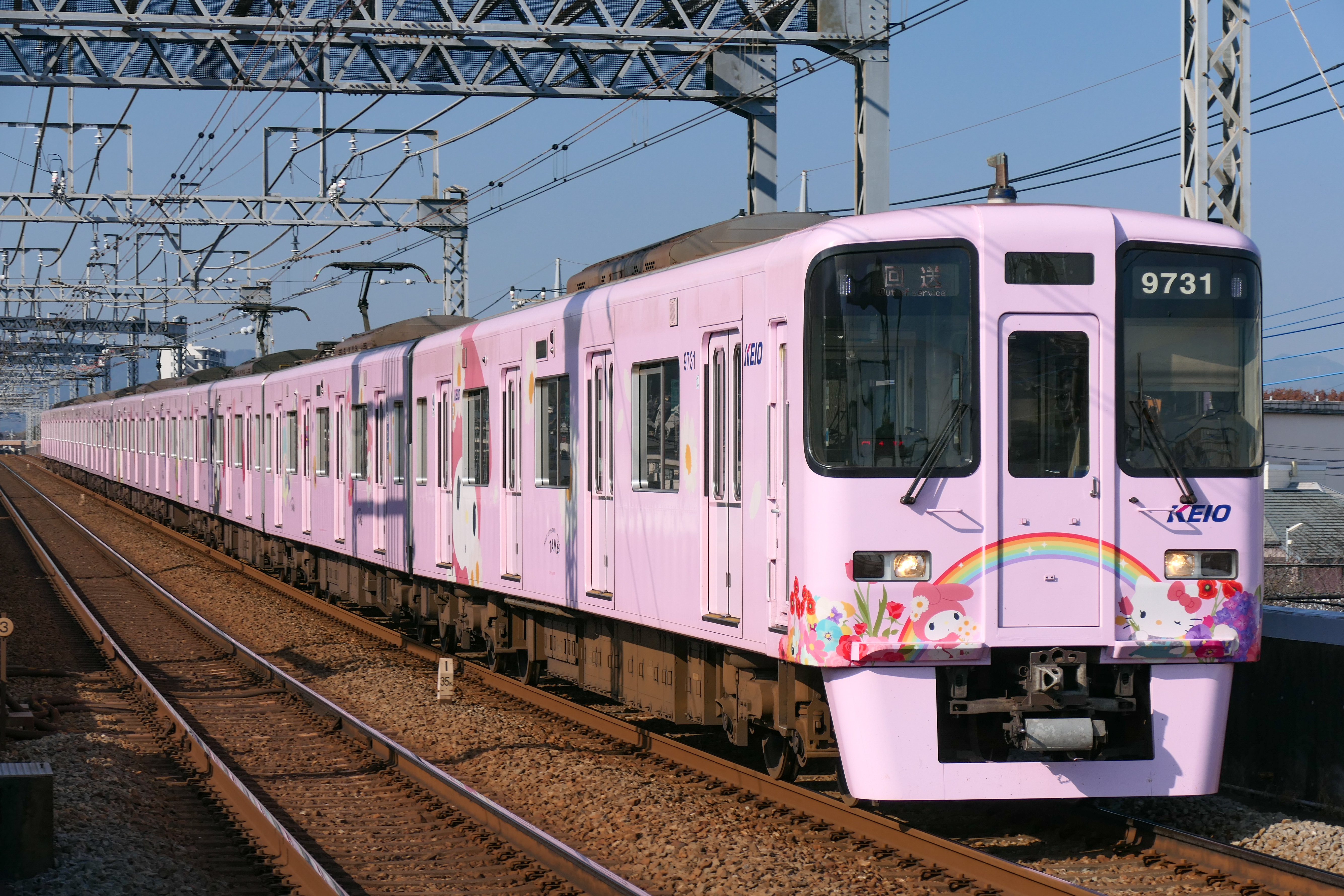
サンリオキャラクターフルラッピングトレイン（2021年11月 長沼駅）
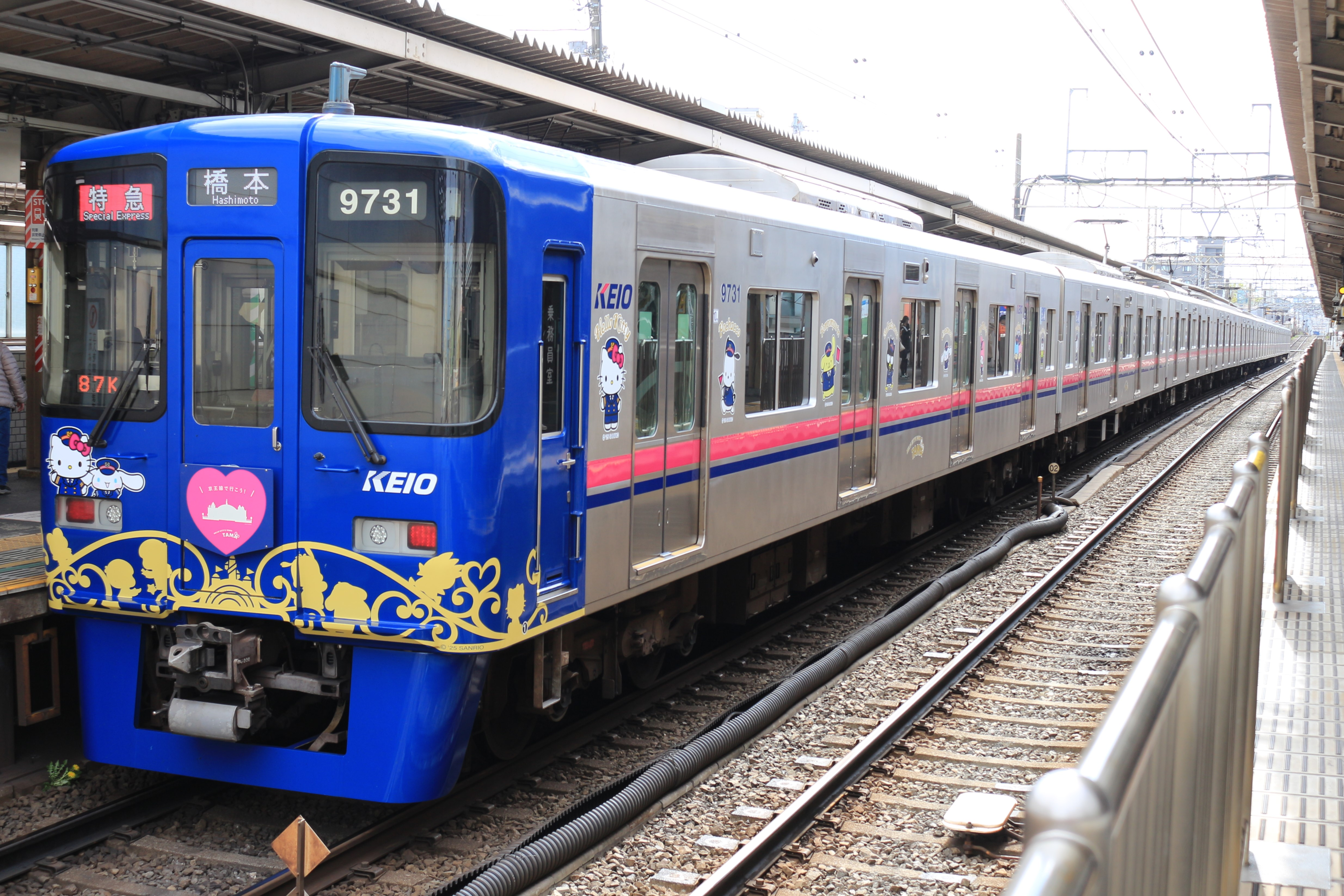
リニューアル車（2025年4月 千歳烏山駅）

## その他
2020年4月20日に、高幡不動検車区で定期検査を受けていた編成のうち、3両目のデハ9000形と8両目のデハ9050形について、主電動機取付金具の熔接部に亀裂が発見されたことが京王電鉄より明らかにされた。亀裂の原因は不明であるが、同社はこれを受けて同一構造の台車を使用している京王線176両、井の頭線87両に対して目視点検や探傷検査を実施し、異常がないことを確認した。同時に「本件を厳粛に受け止め、さらなる安全対策の徹底を図ってまいります」と陳謝し、今後当該車両の修理対応を車両メーカーと協議するとしている。